# 토요타 셀리카
토요타 셀리카(Toyota Celica)는 토요타 자동차가 1970년부터 2021년까지 생산한 스페셜티 카이다.

## 1세대

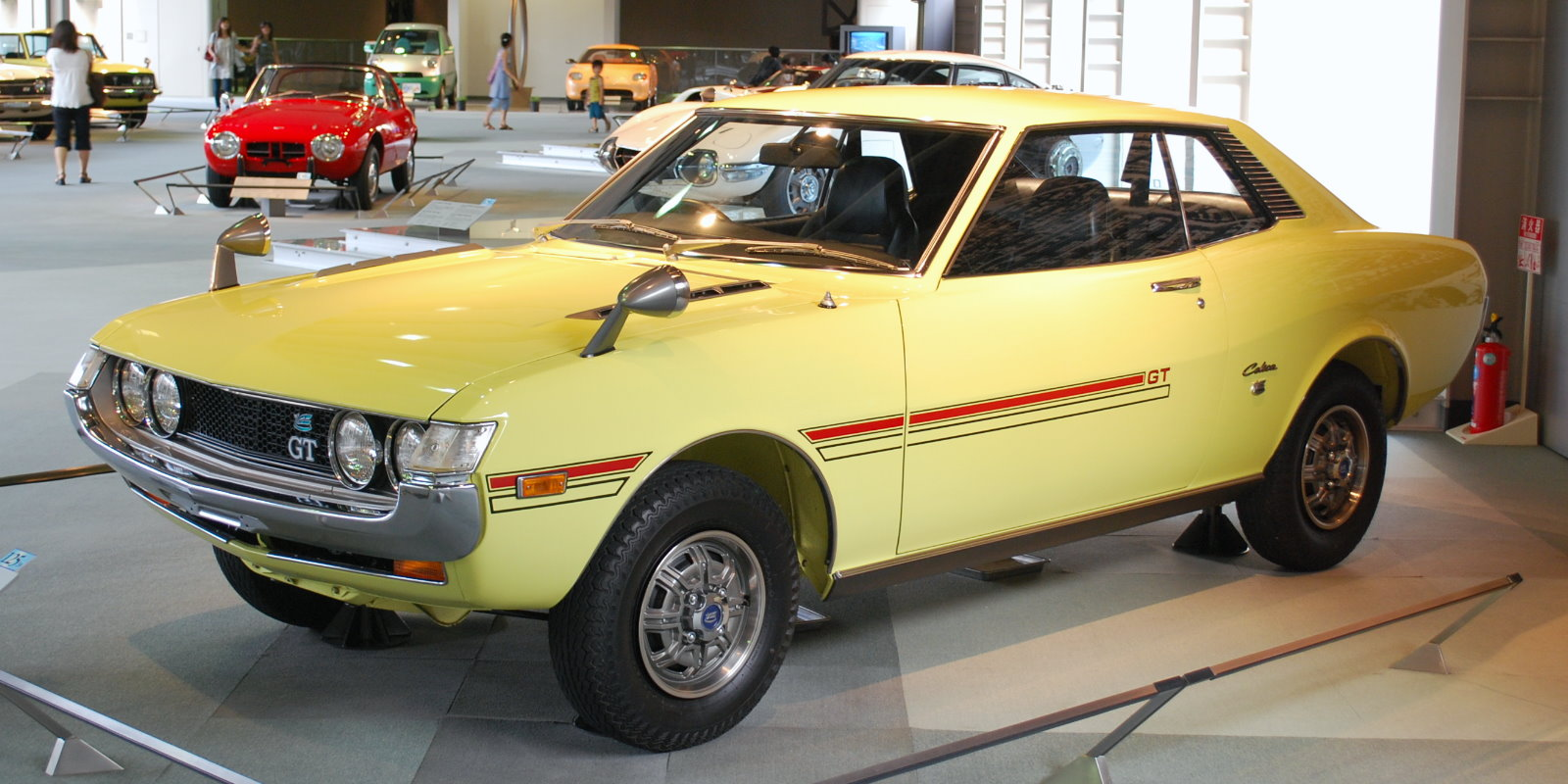
토요타 셀리카(쿠페 전기형) 정측면

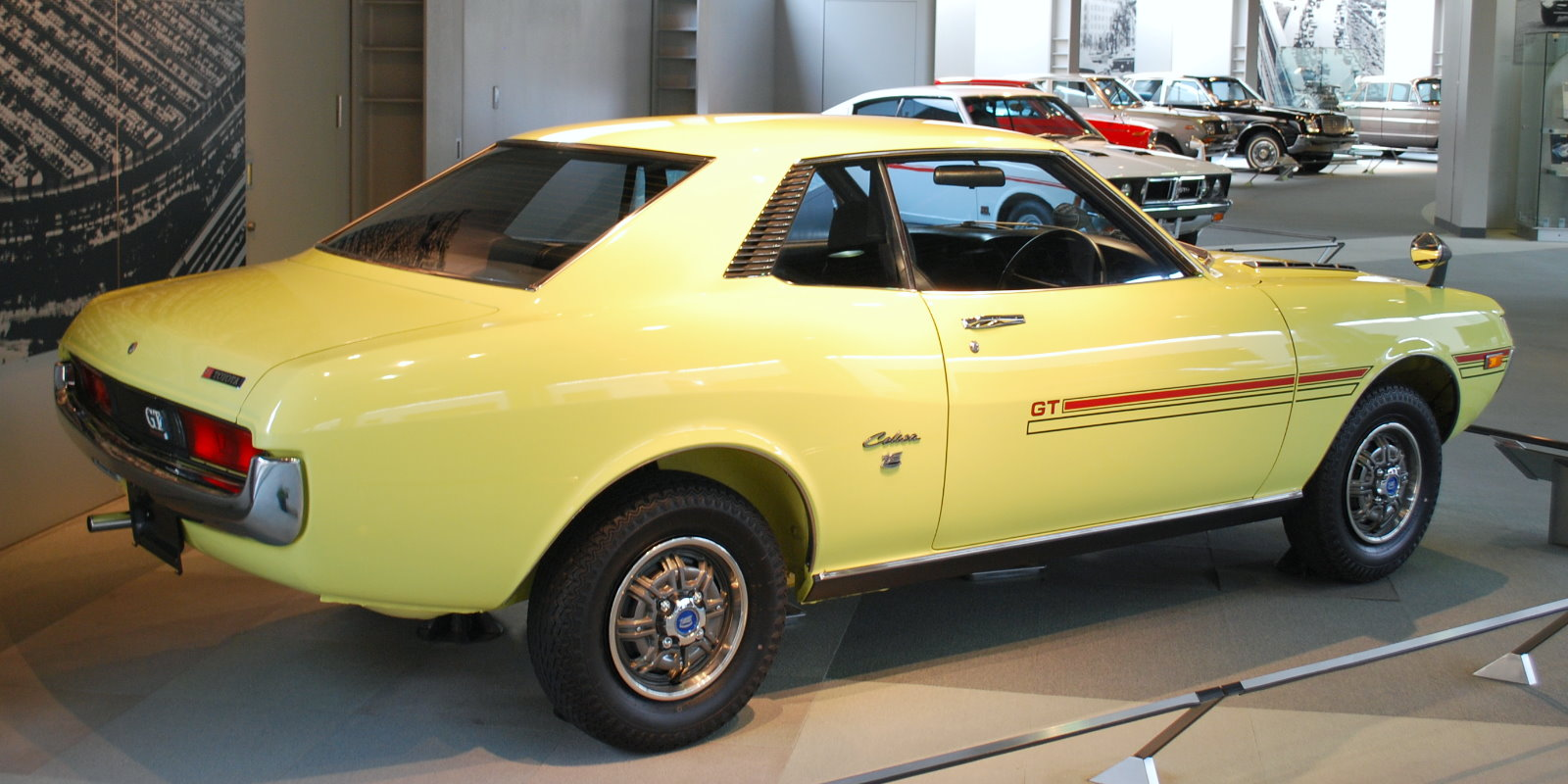
토요타 셀리카(쿠페 전기형) 정측면

1970년 12월에 출시되었다. 전년에 개최된 도쿄 모터쇼에 출품된 컨셉트 카 EX-1을 기반으로 한 양산형으로, 출시 당시의 차체 형식은 독립된 트렁크 룸을 가진 쿠페만 있었다. 동시에 선보인 1세대 카리나와 플랫폼을 공유하였다. 미국에서 대성공한 포드 머스탱을 따라 취향에 맞추어 엔진, 변속기, 내장을 마음대로 고를 수 있는 풀 초이스 시스템이 적용되었다. 1973년 4월에는 전년에 개최된 도쿄 모터쇼에 출품된 컨셉트 카 SV-1을 기반으로 한 테일 게이트를 갖춘 리프트백이 출시되었다.

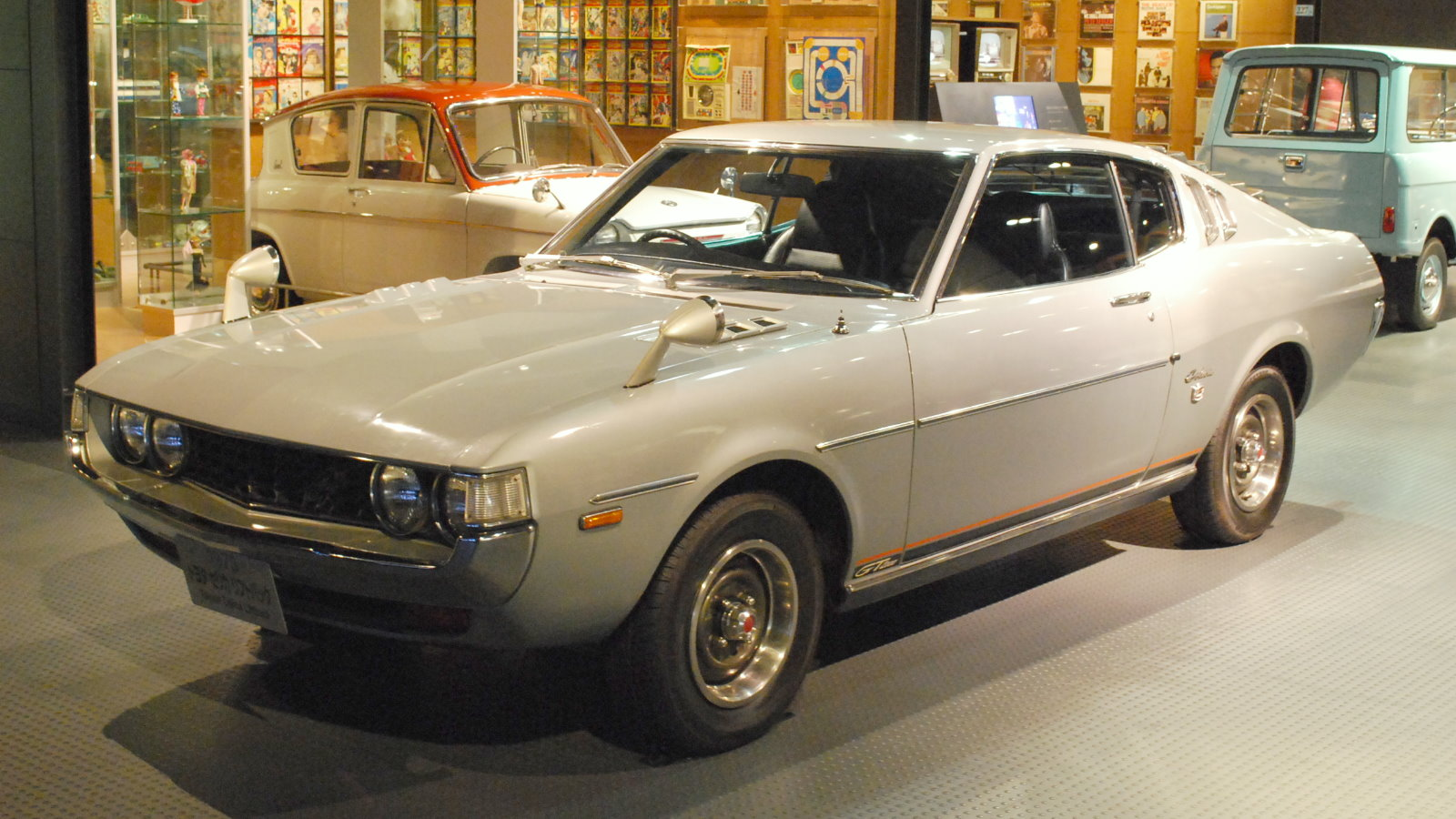
토요타 셀리카(리프트백 전기형) 정측면
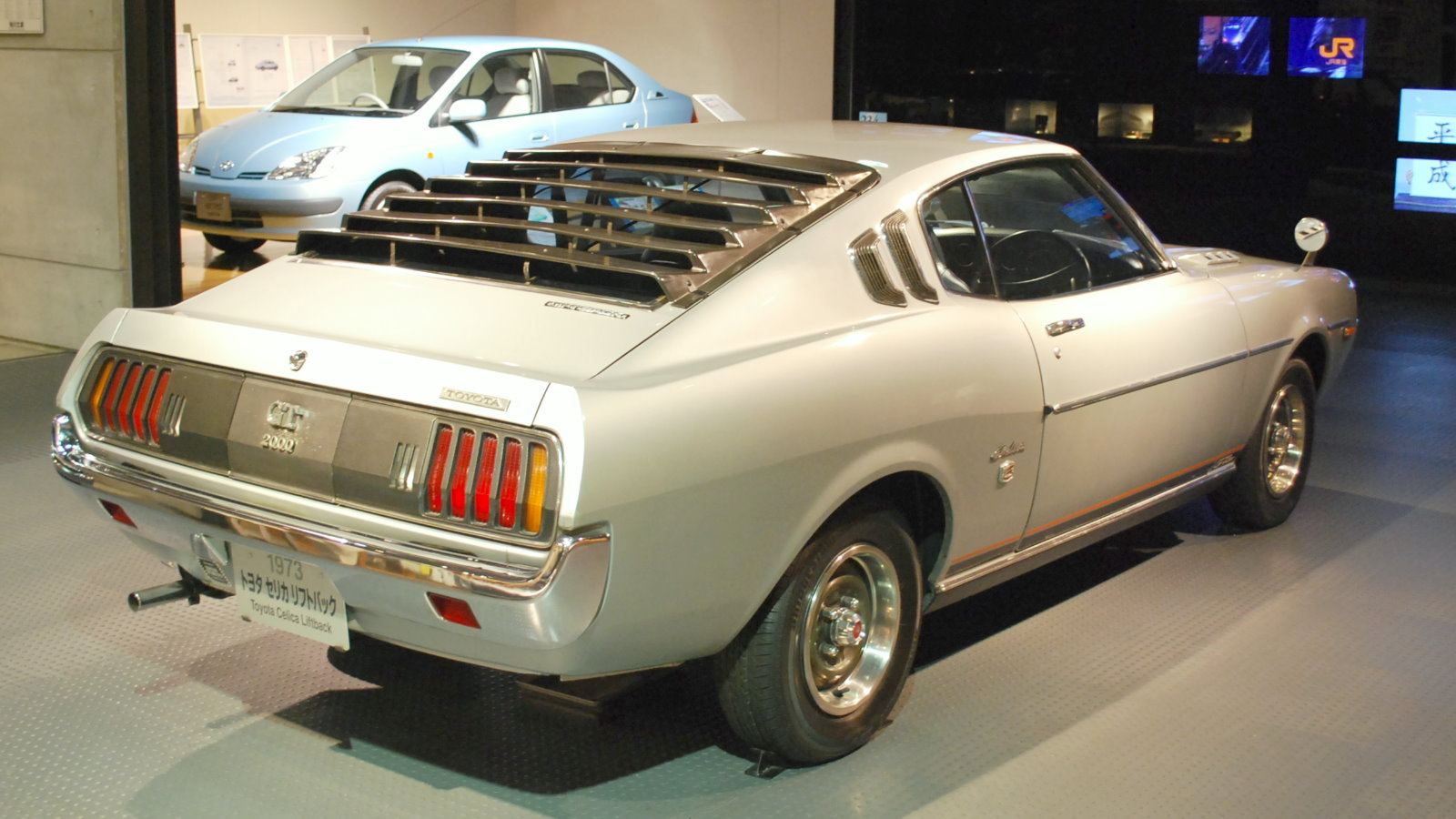
토요타 셀리카(리프트백 전기형) 후측면
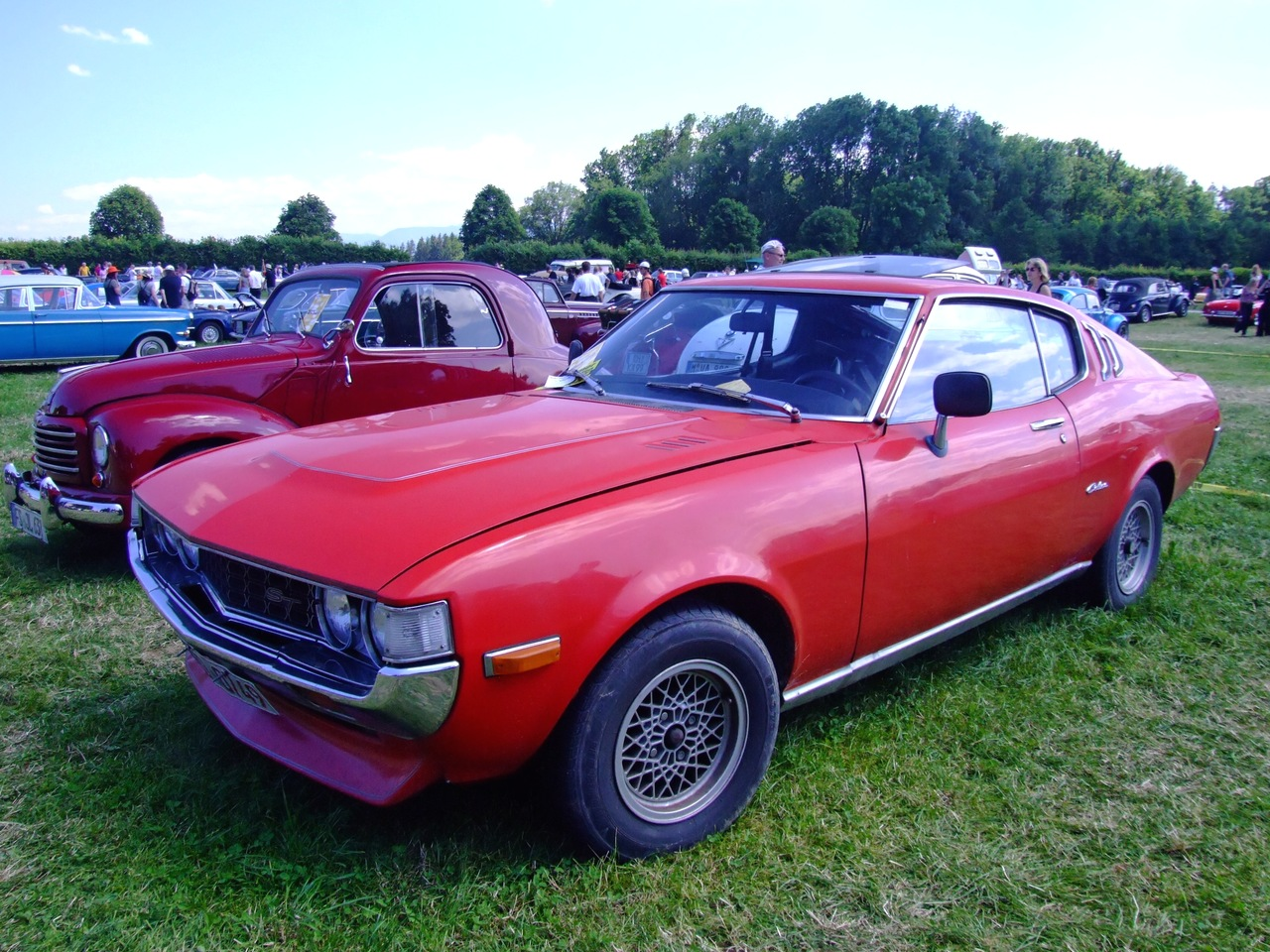
토요타 셀리카(리프트백 후기형) 정측면
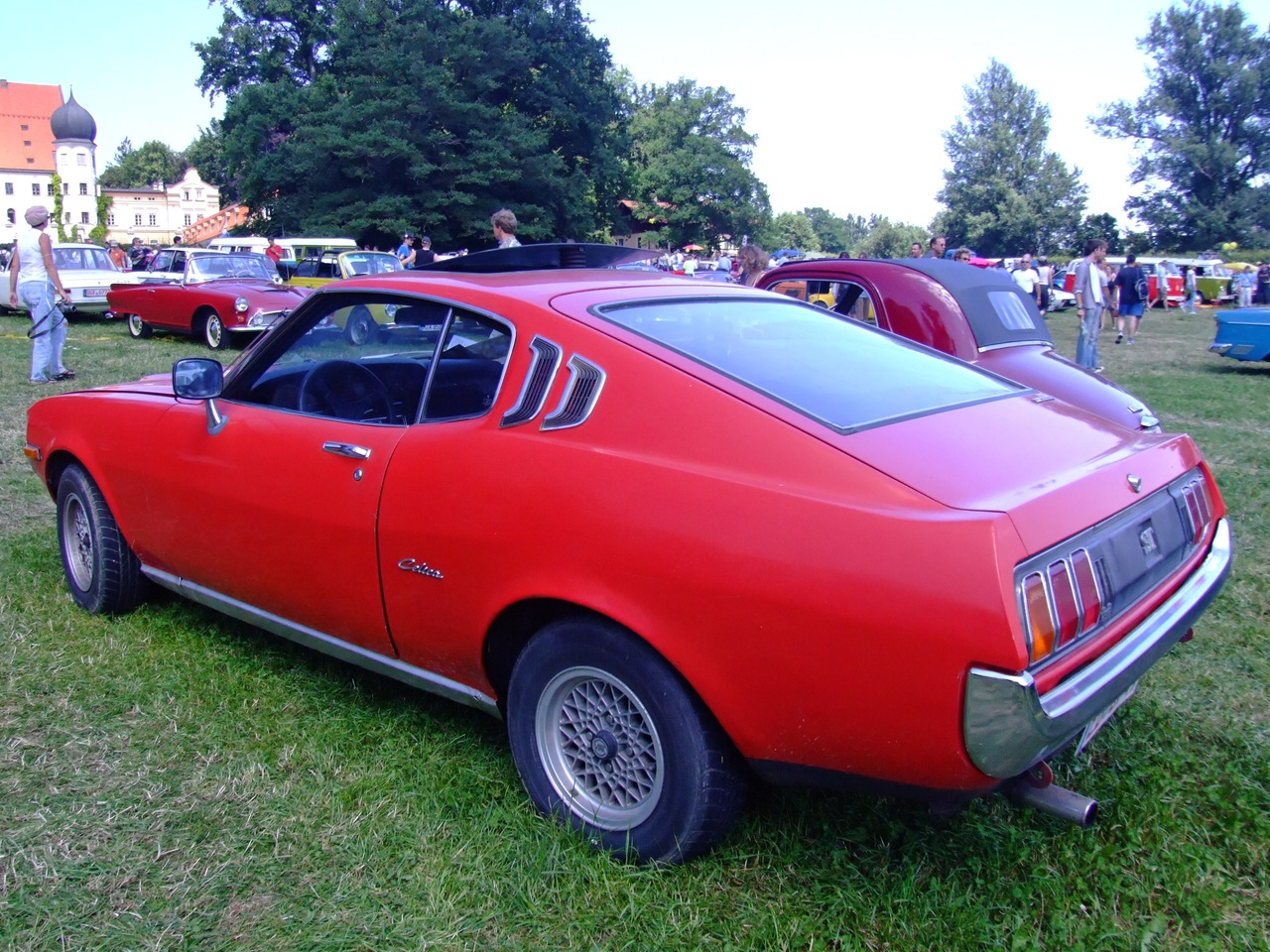
토요타 셀리카(리프트백 후기형) 후측면

## 2세대

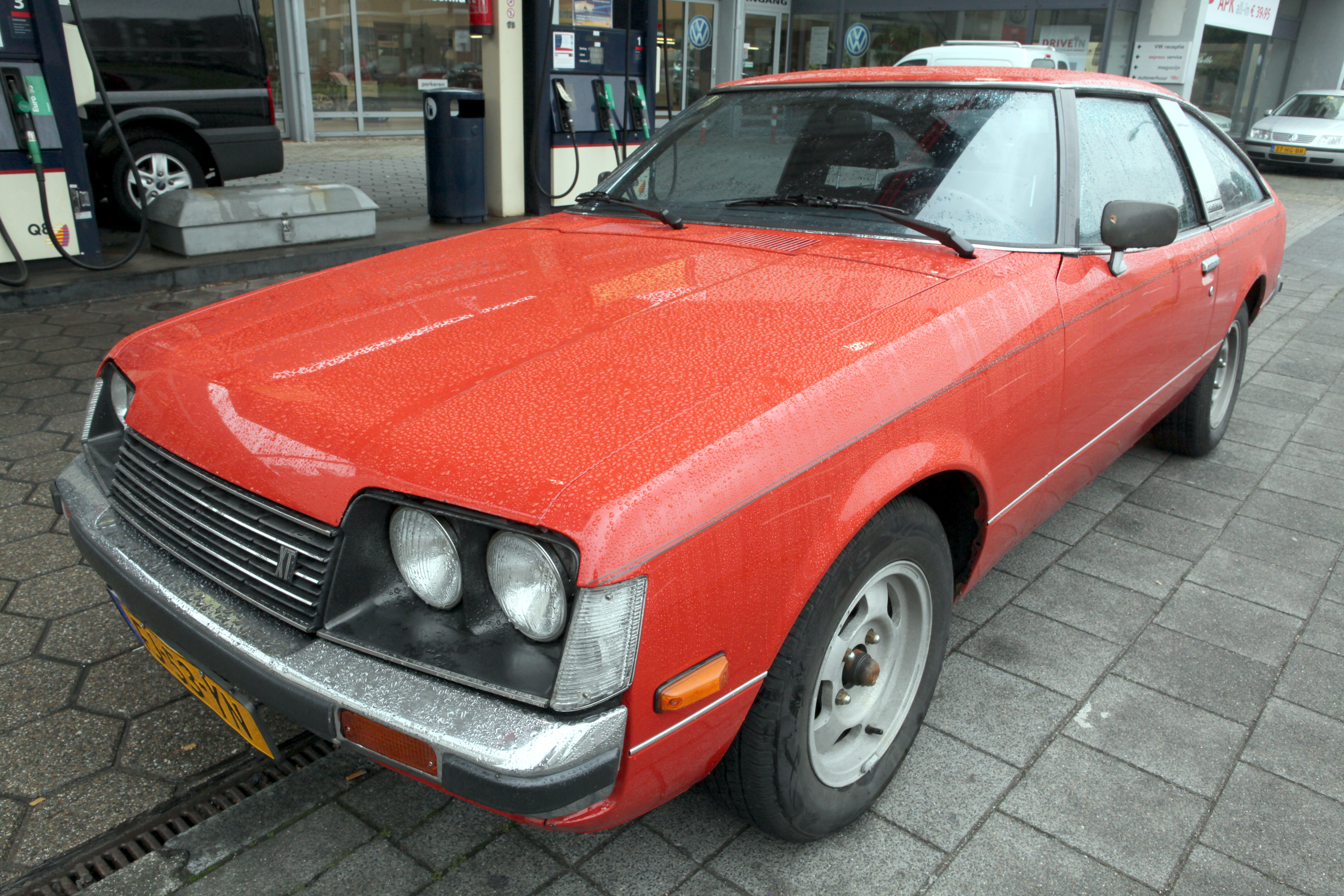
토요타 셀리카(리프트백 전기형) 정측면

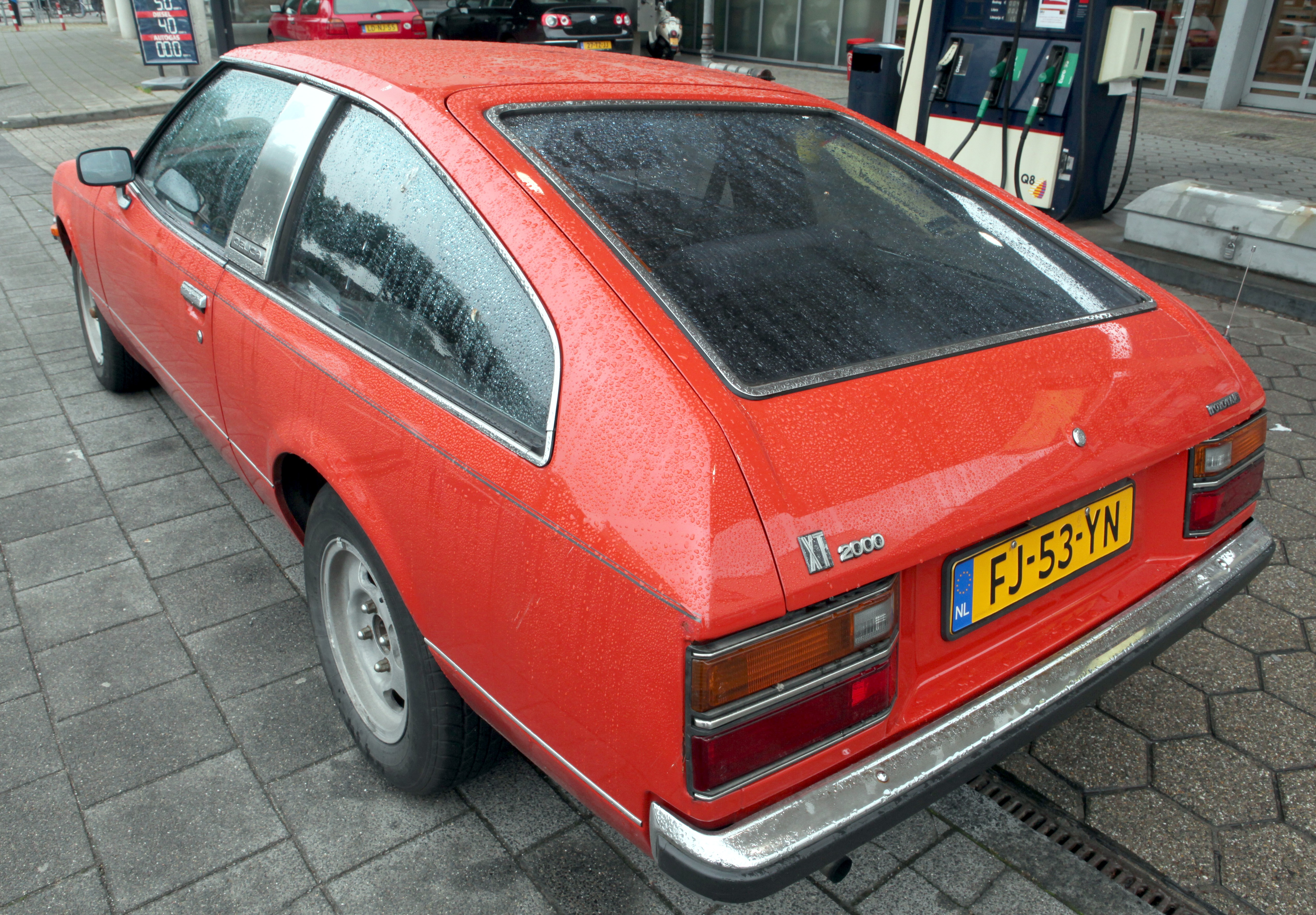
토요타 셀리카(리프트백 전기형) 정측면

1977년 8월에 출시되었다. 2세대 카리나와 플랫폼을 공유하였으며, 프레임리스 도어를 유지한 대신에 1세대에는 없던 B 필러가 적용되었다. 토요타 자동차의 미국 디자인 사무실인 캘티 디자인 리서치가 디자인을 담당하였다. 1979년에 페이스 리프트를 통해서 라디에이터 그릴과 헤드 램프가 바뀌었다. 1980년 1월에는 카리나의 자매차이며, 캠리의 시초라고 할 수 있는 셀리카 캠리가 출시되었다.

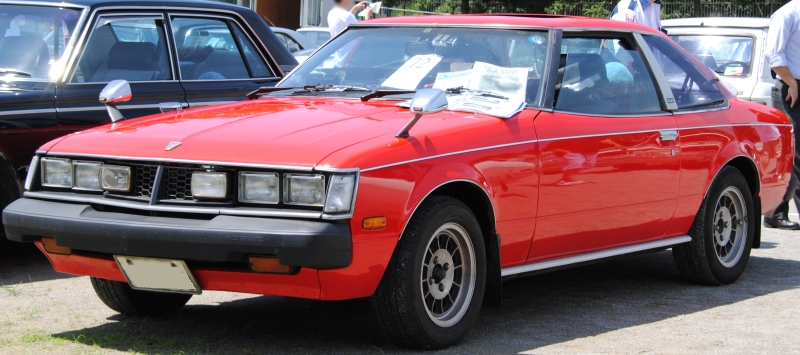
토요타 셀리카(쿠페 후기형) 정측면
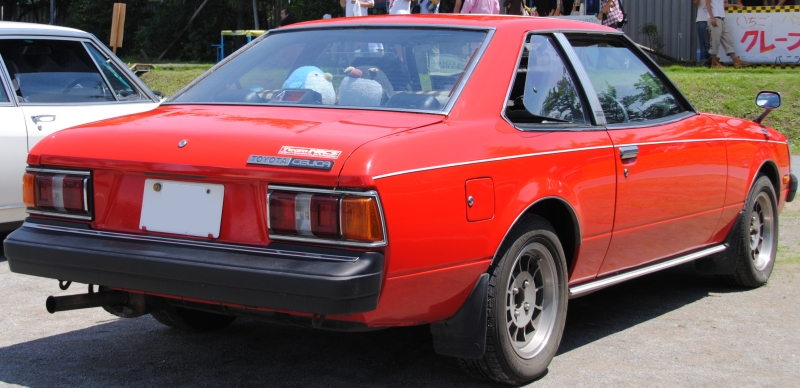
토요타 셀리카(쿠페 후기형) 후측면

## 3세대

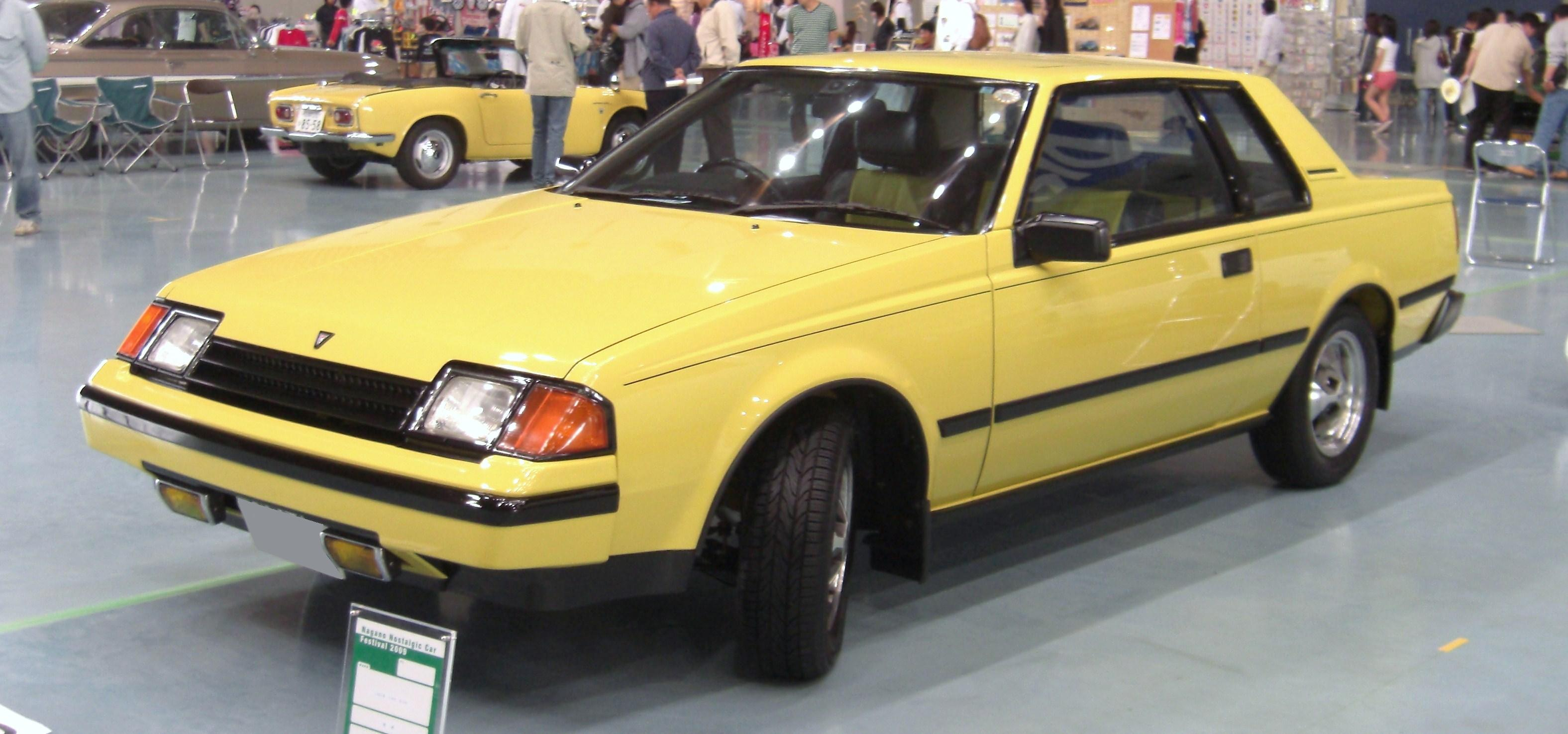
토요타 셀리카(쿠페 전기형) 정측면

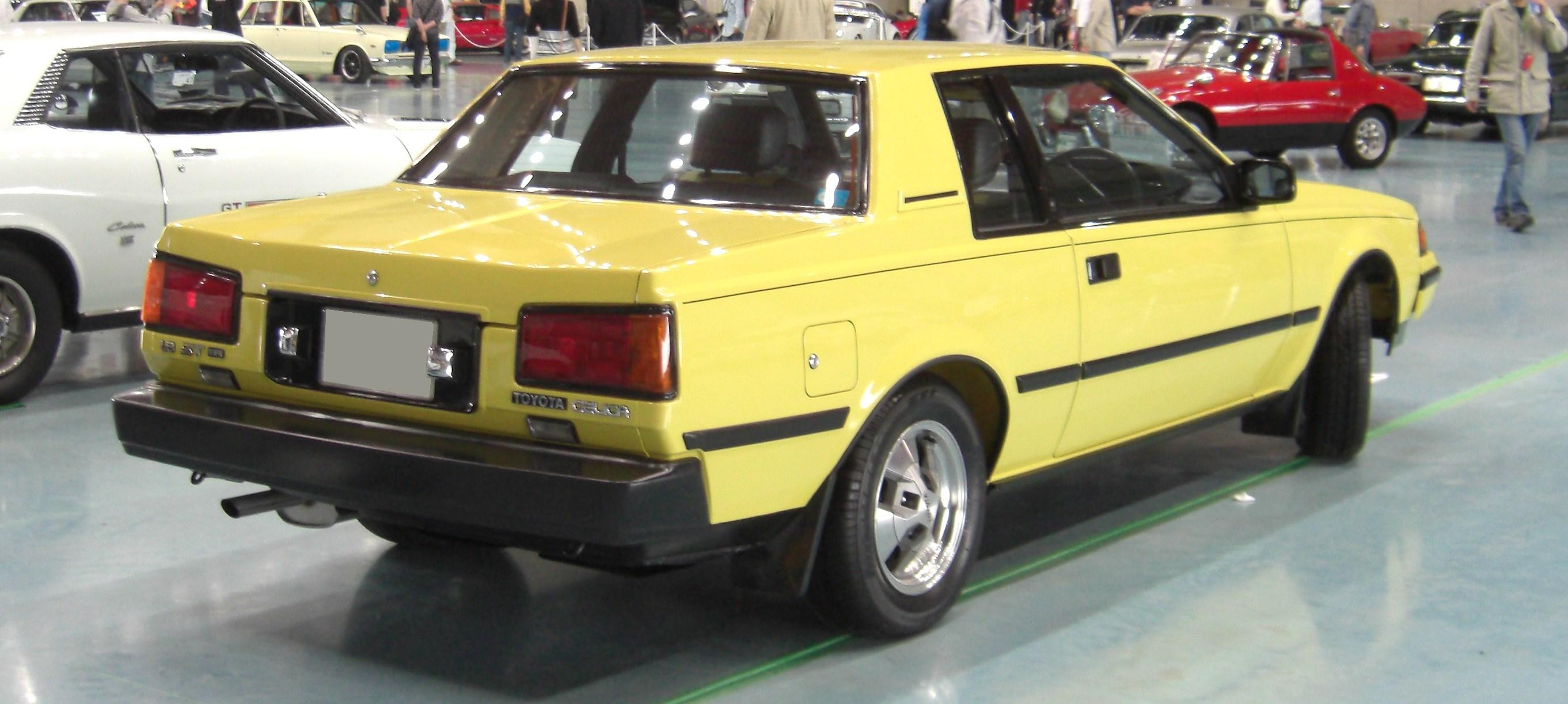
토요타 셀리카(쿠페 전기형) 정측면

1981년 7월에 출시되었다. 3세대 카리나와 플랫폼을 공유하였으며, 소어러의 출시에 따라 더 젊은 세대를 겨냥하여 스페셜티 카의 요소를 한층 더 강하게 하였다. 초기에는 일본차 최초의 반 계패식 라이즈 업 헤드 램프가 적용되었으나, 1983년에 페이스 리프트를 거쳐 개폐식 리트렉터블 헤드 램프가 적용되어 블랙 마스크라는 애칭이 붙었다.

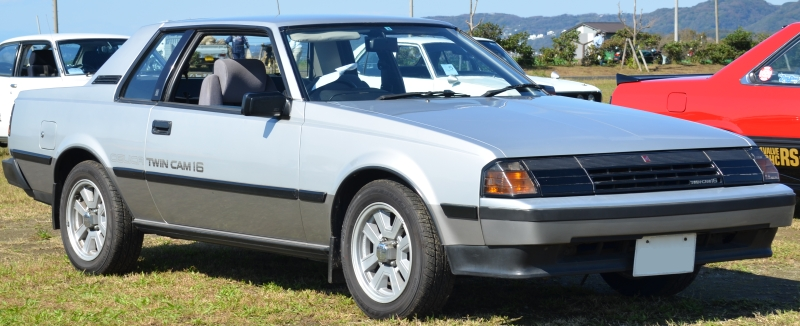
토요타 셀리카(쿠페 후기형) 정측면
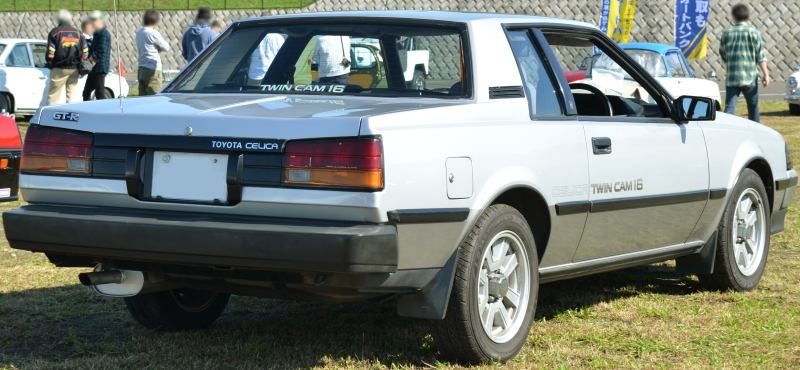
토요타 셀리카(쿠페 후기형) 후측면

## 4세대

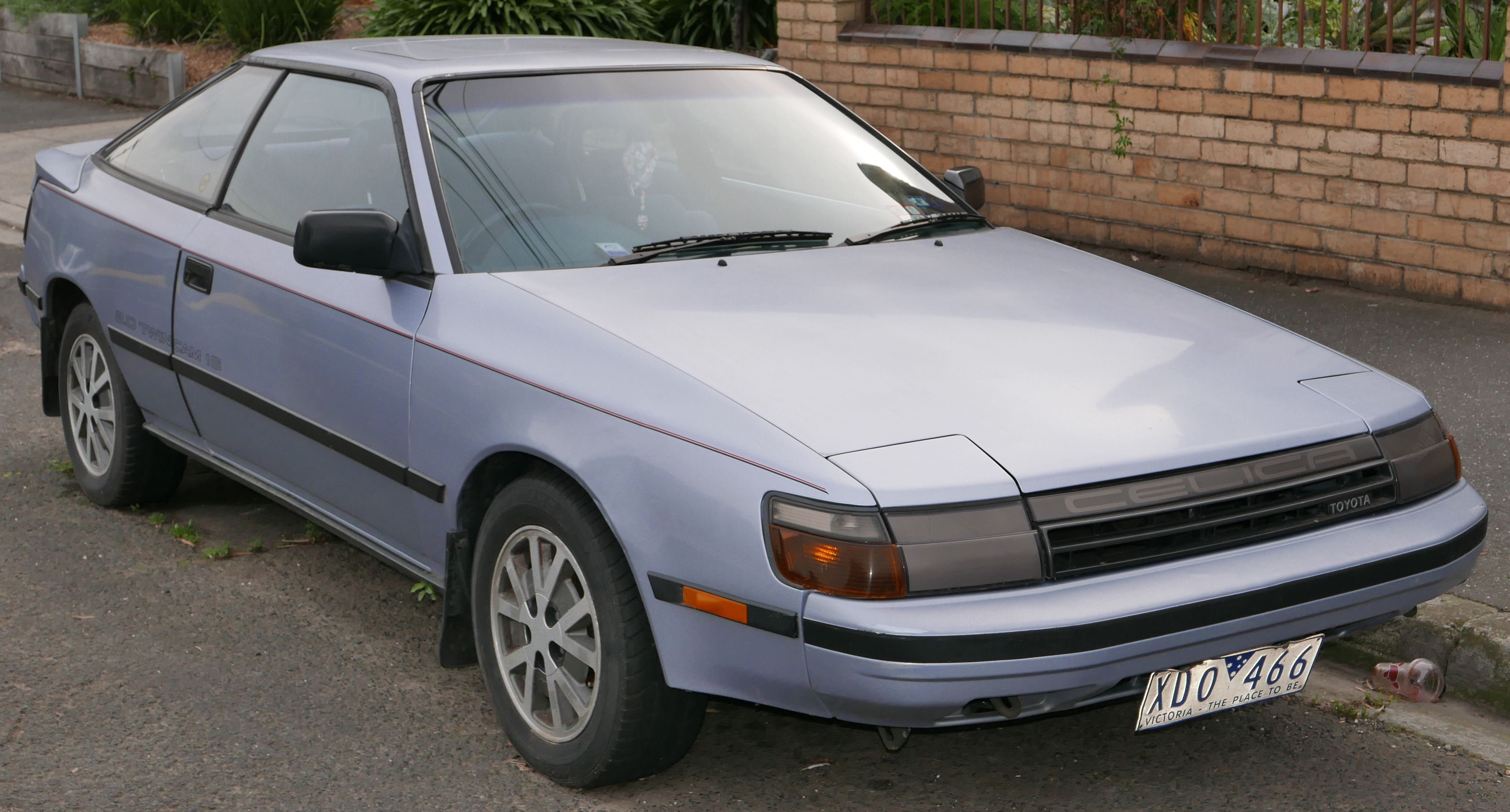
토요타 셀리카(쿠페 전기형) 정측면

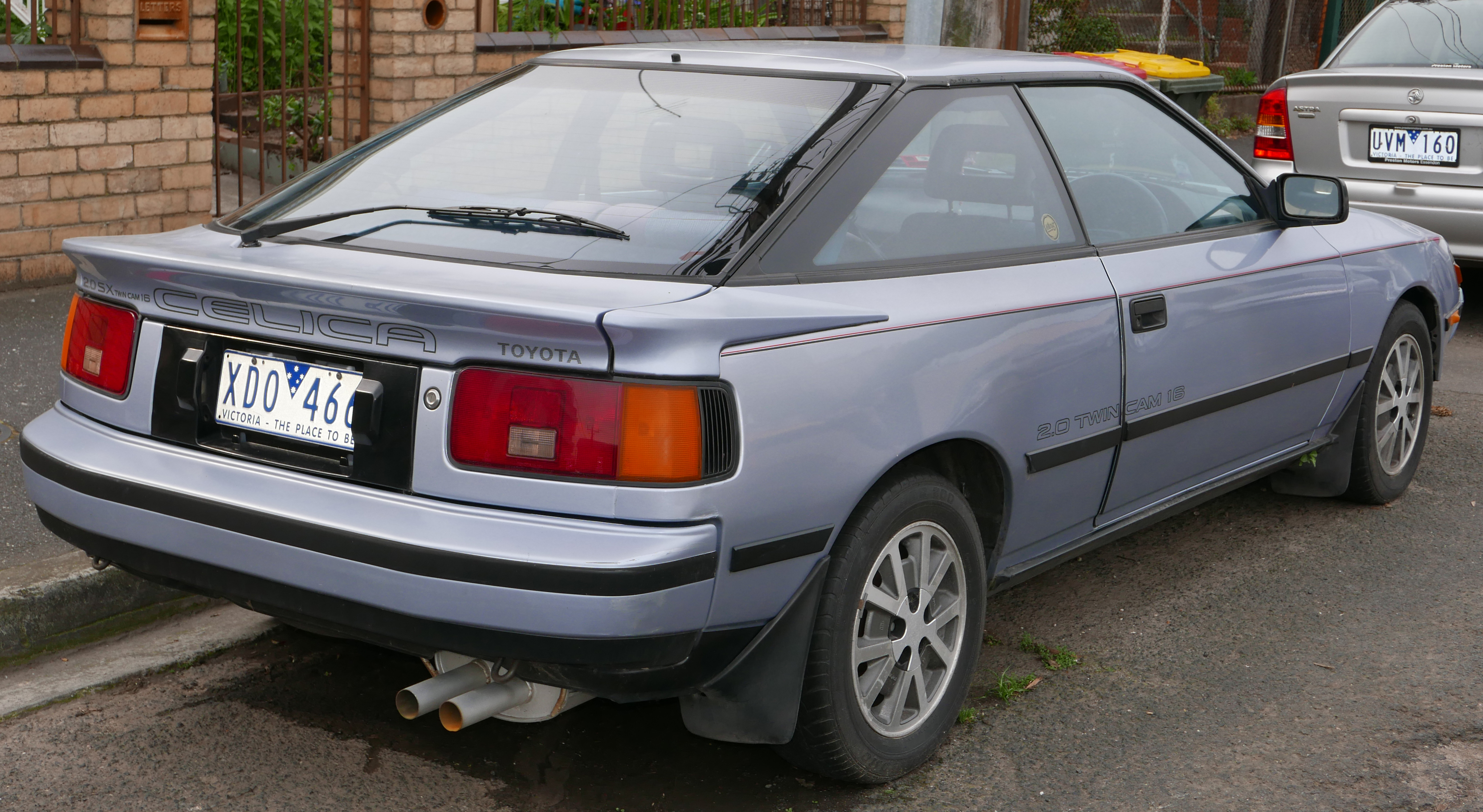
토요타 셀리카(쿠페 전기형) 정측면

1985년 8월에 출시되었다. 4세대부터는 후륜구동에서 전륜구동으로 바뀌었다. 쿠페는 코로나 쿠페로 이관되어 리프트백만 존재하였으나, 토요타 자동차에서는 쿠페로 구분하였다. 베벨 기어식 센터 디퍼렌셜 기어를 갖춘 4륜구동 트림인 GT-FOUR와 컨버터블이 처음 등장한 것도 4세대이다.

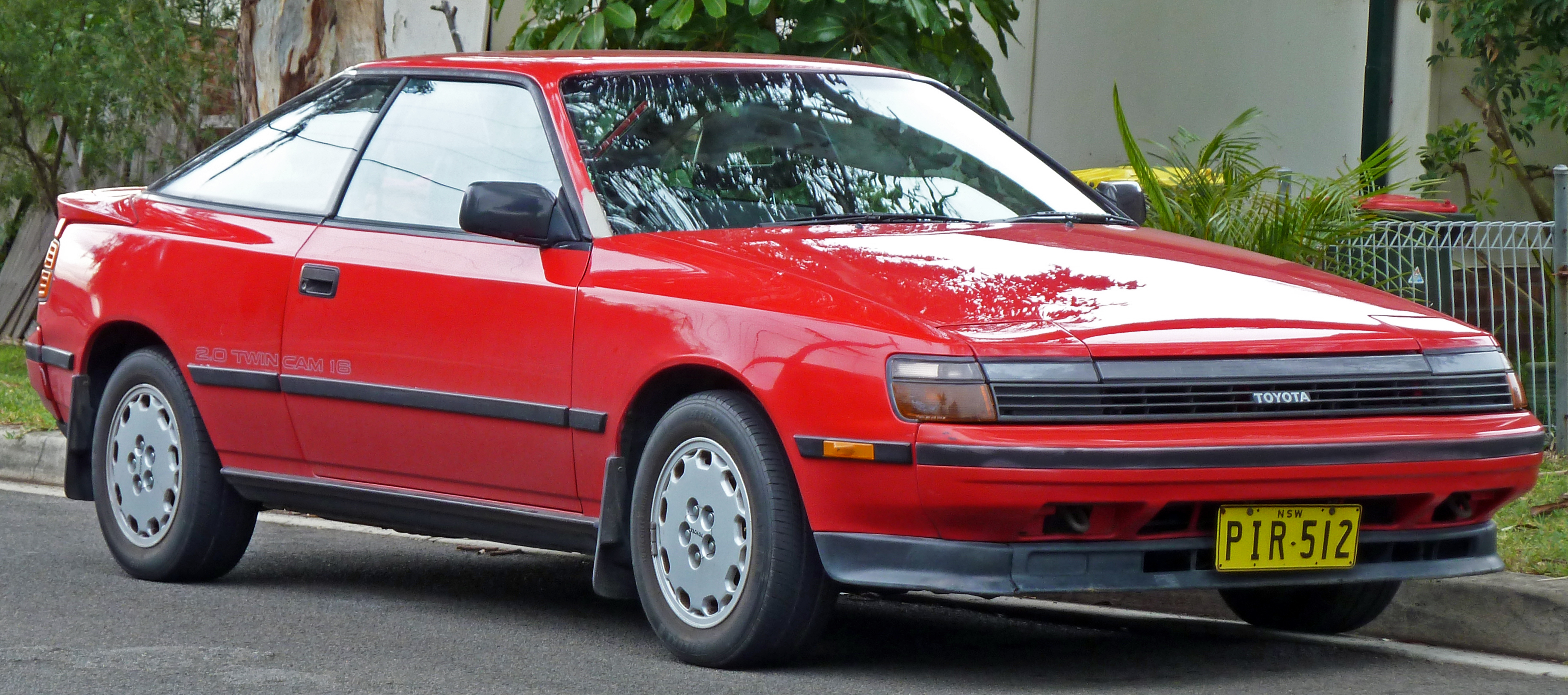
토요타 셀리카(쿠페 후기형) 정측면
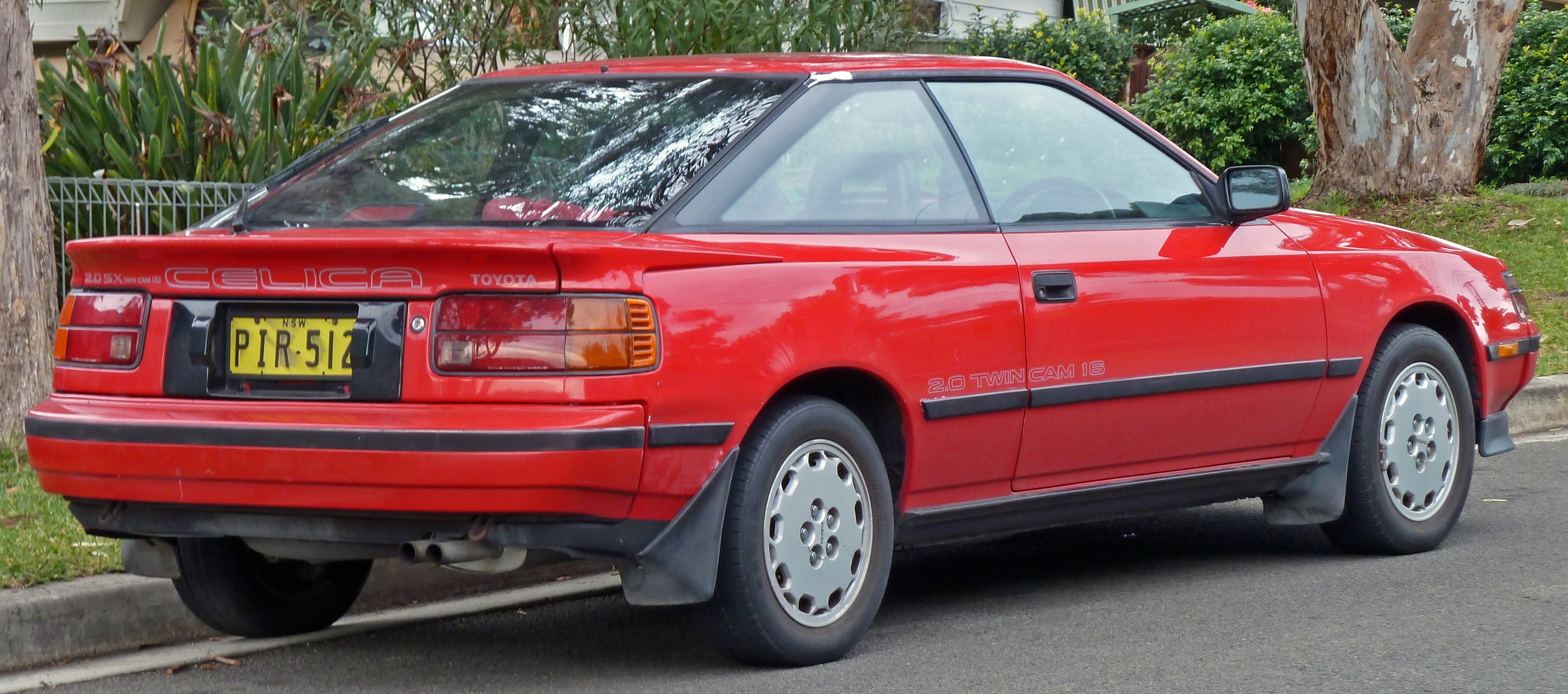
토요타 셀리카(쿠페 후기형) 후측면

## 5세대

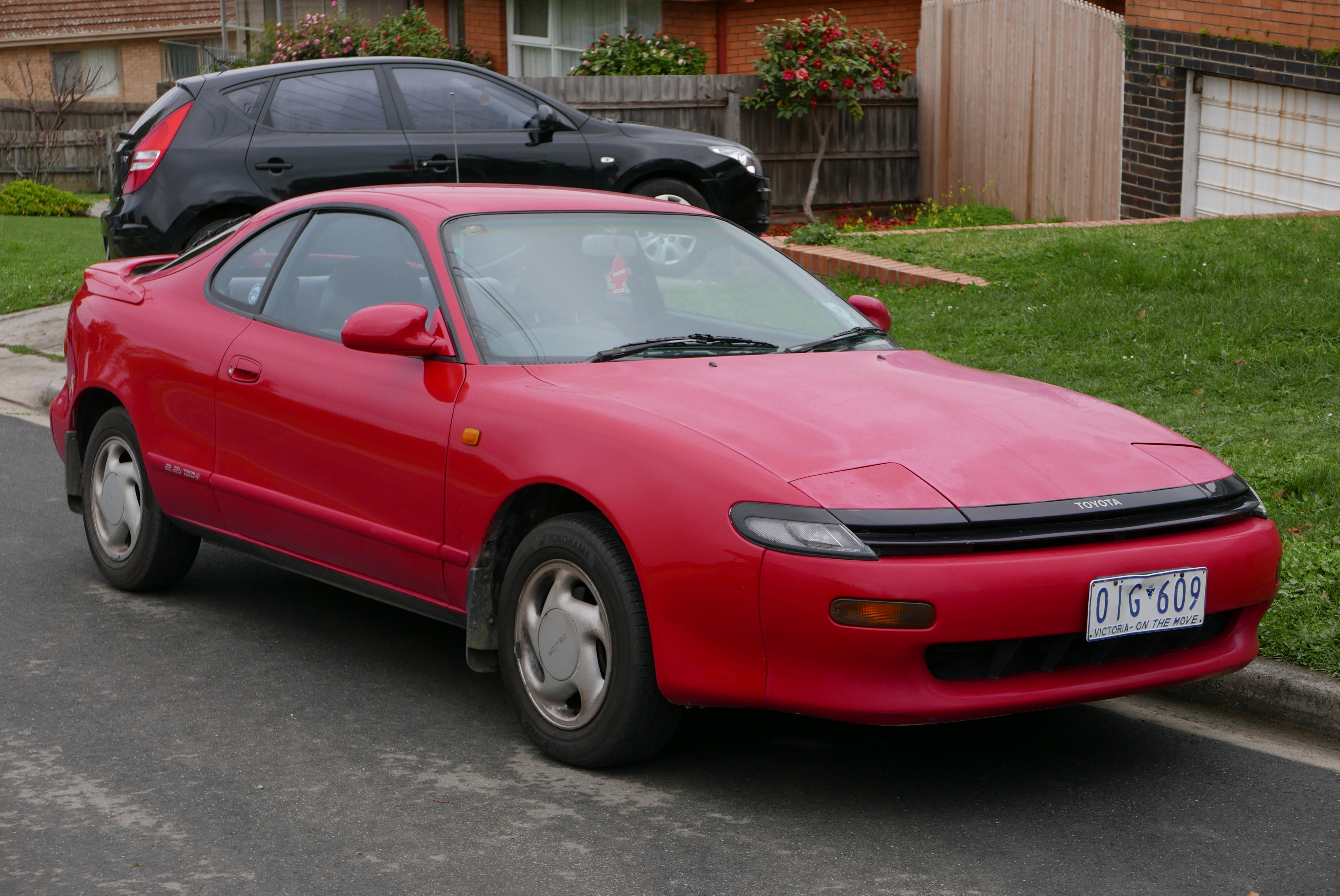
토요타 셀리카(쿠페 전기형) 정측면

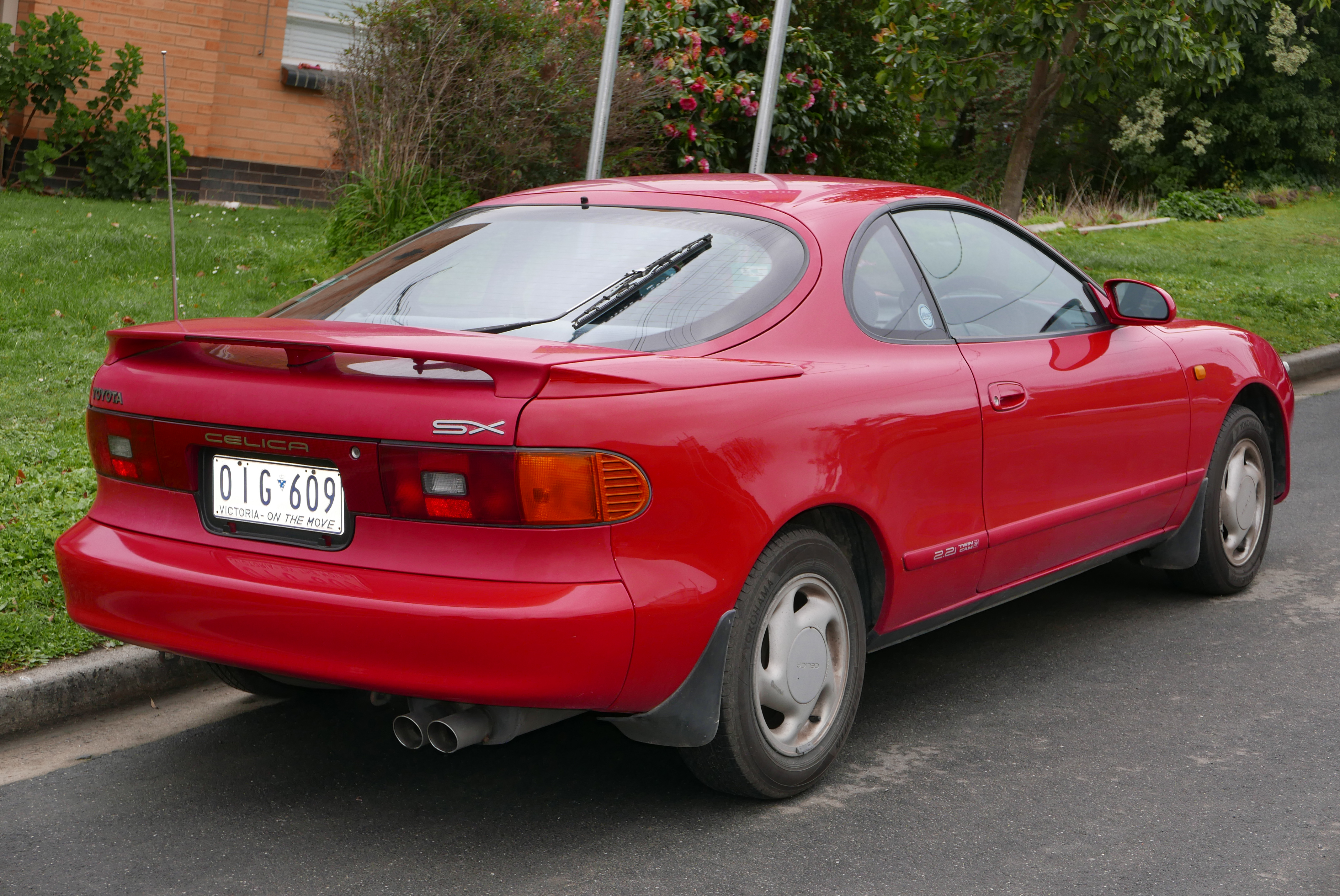
토요타 셀리카(쿠페 전기형) 정측면

1989년 9월에 출시되었다. 4세대의 디자인을 계승하면서도 뉴 에어로 폼이라고 불리는 미래 감각의 개성적인 디자인이 돋보였다. 1991년 8월에는 페이스 리프트를 통해서 디자인이 일부 변경되고, 도어 내에 사이드 임팩트 빔과 뒷좌석 3점식 안전 벨트 등이 추가되었다.

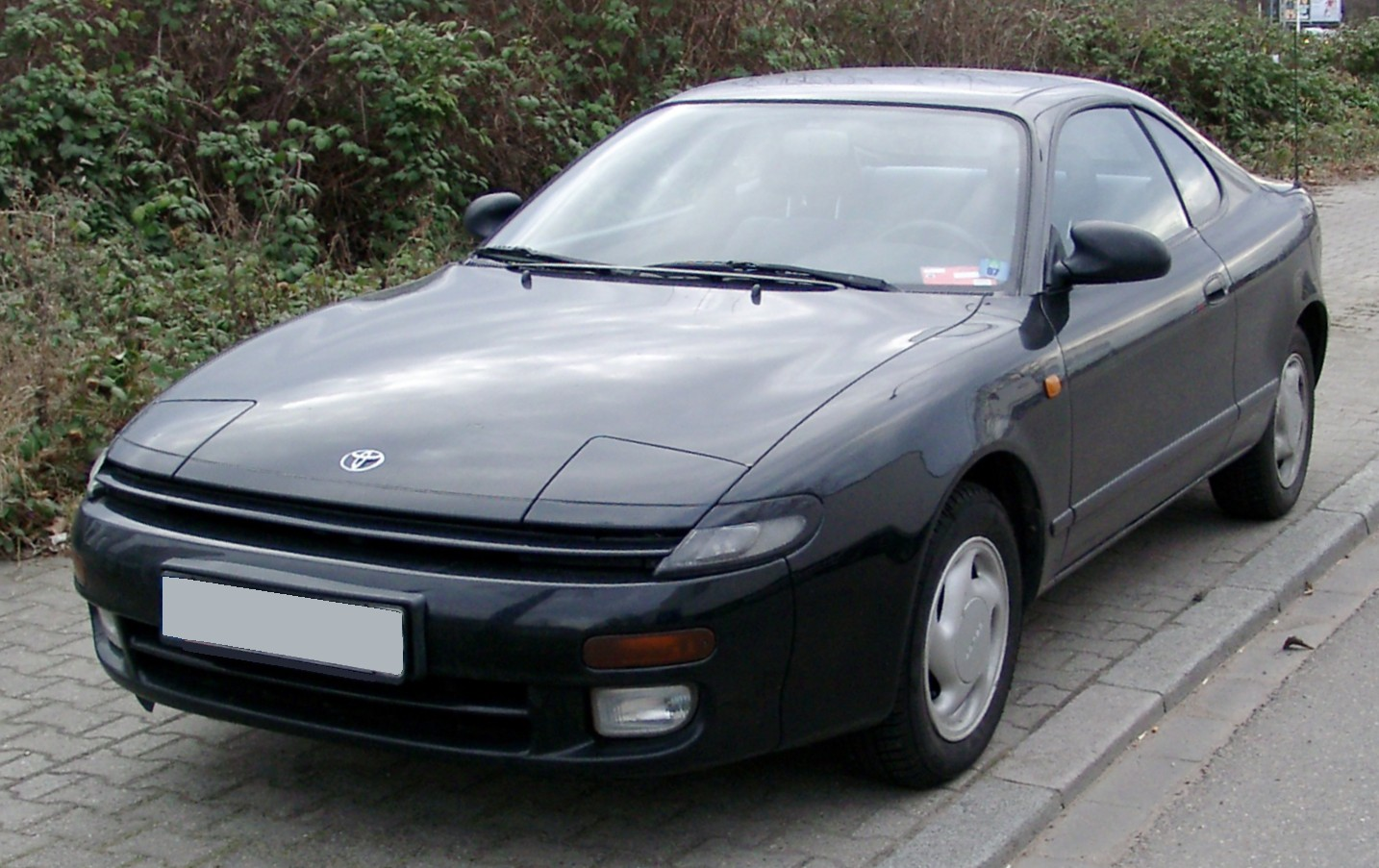
토요타 셀리카(쿠페 후기형) 정측면
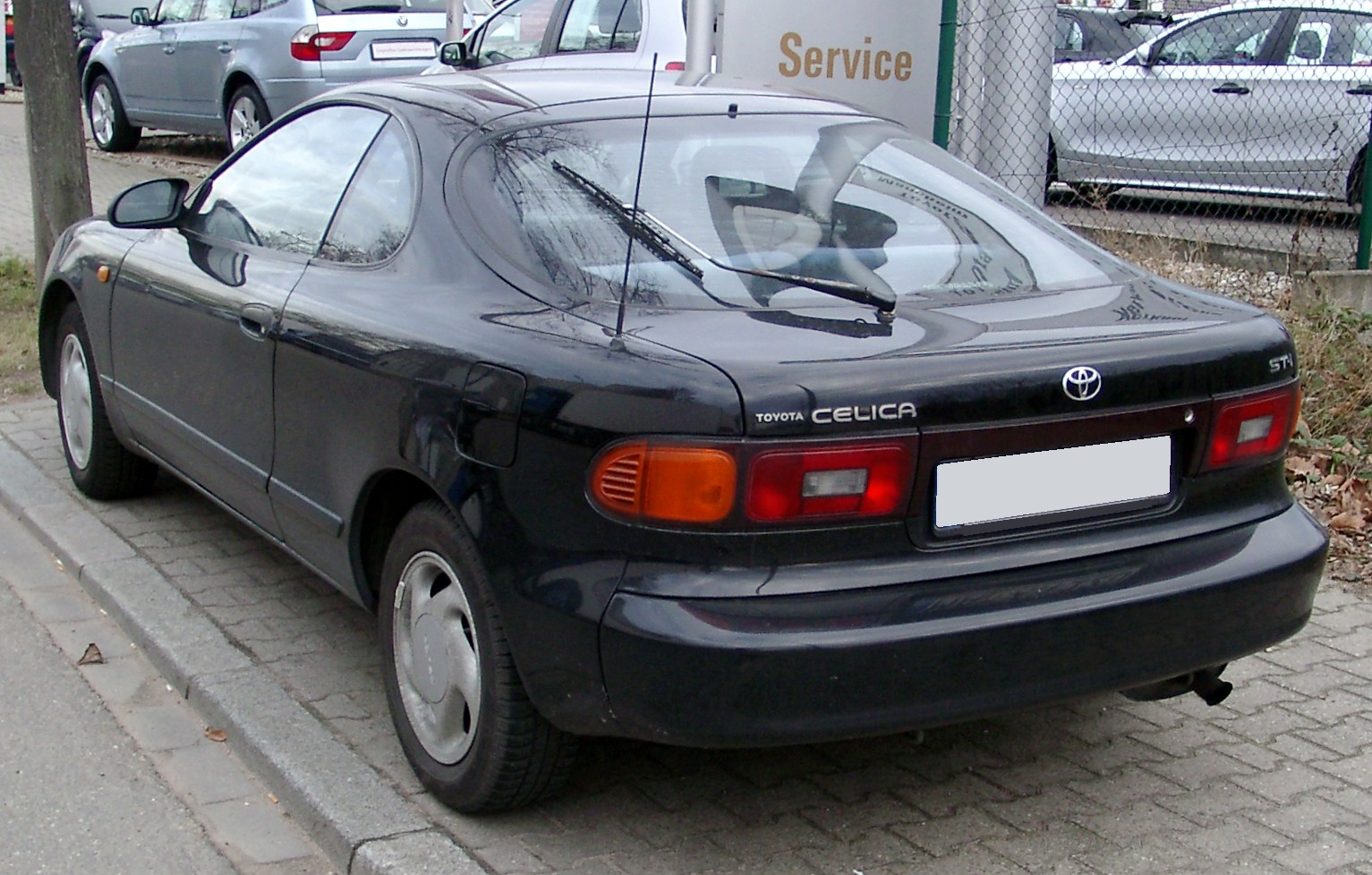
토요타 셀리카(쿠페 후기형) 후측면
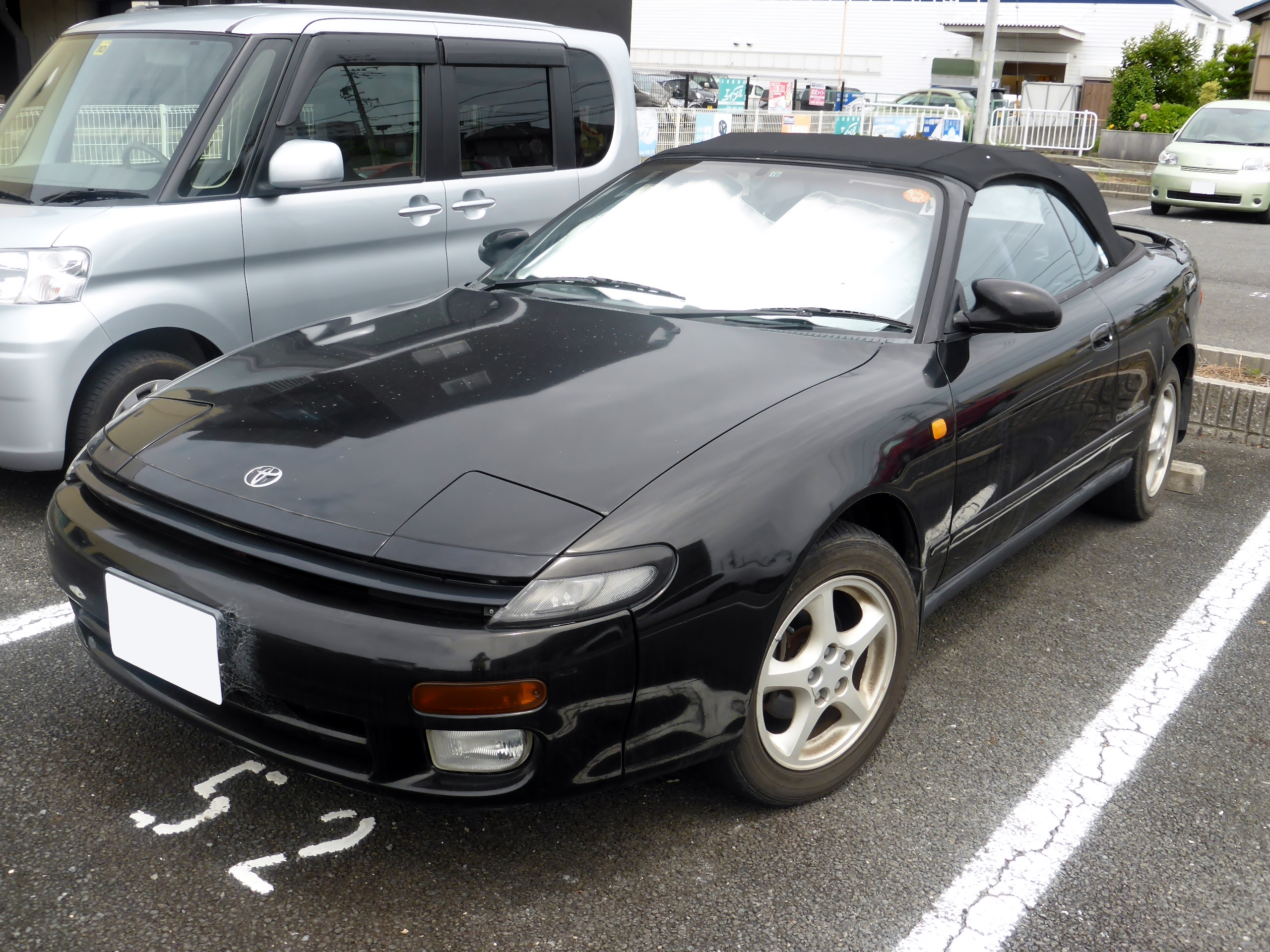
토요타 셀리카(컨버터블 후기형) 정측면
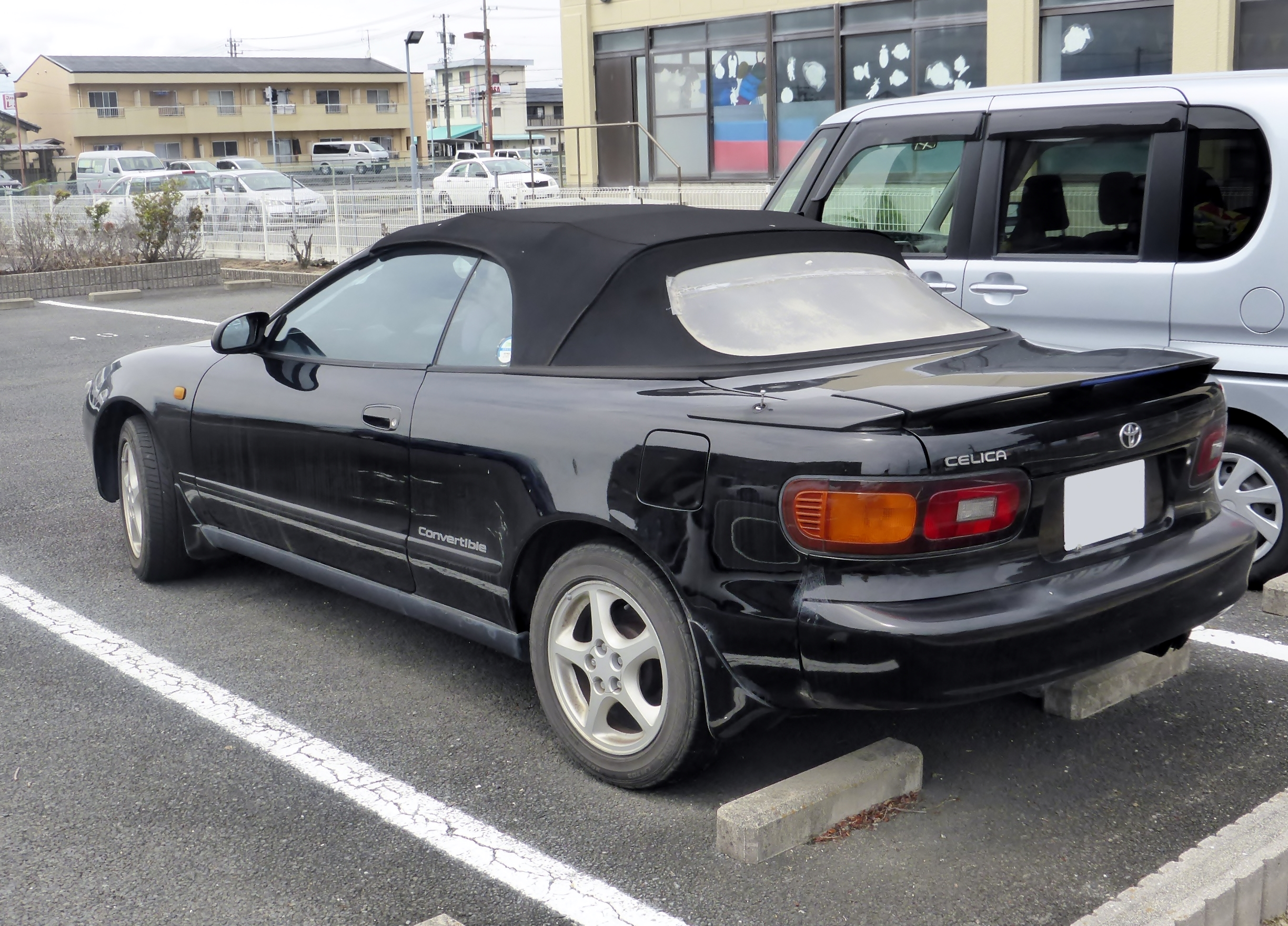
토요타 셀리카(컨버터블 후기형) 후측면

## 6세대

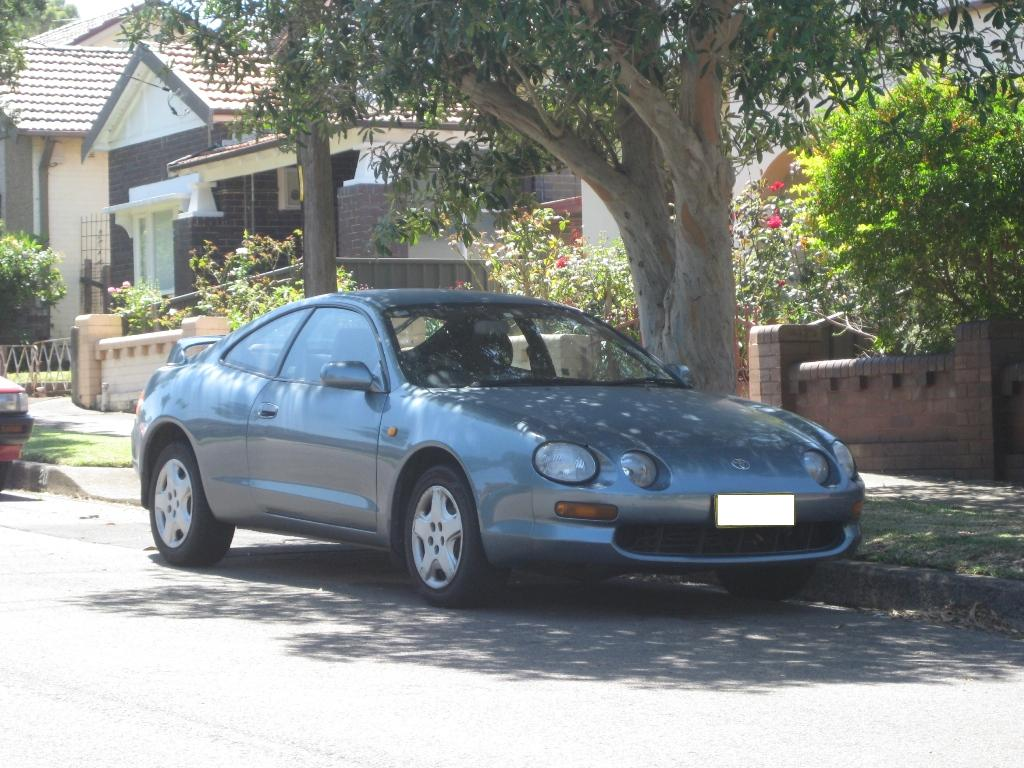
토요타 셀리카(쿠페 전기형) 정측면

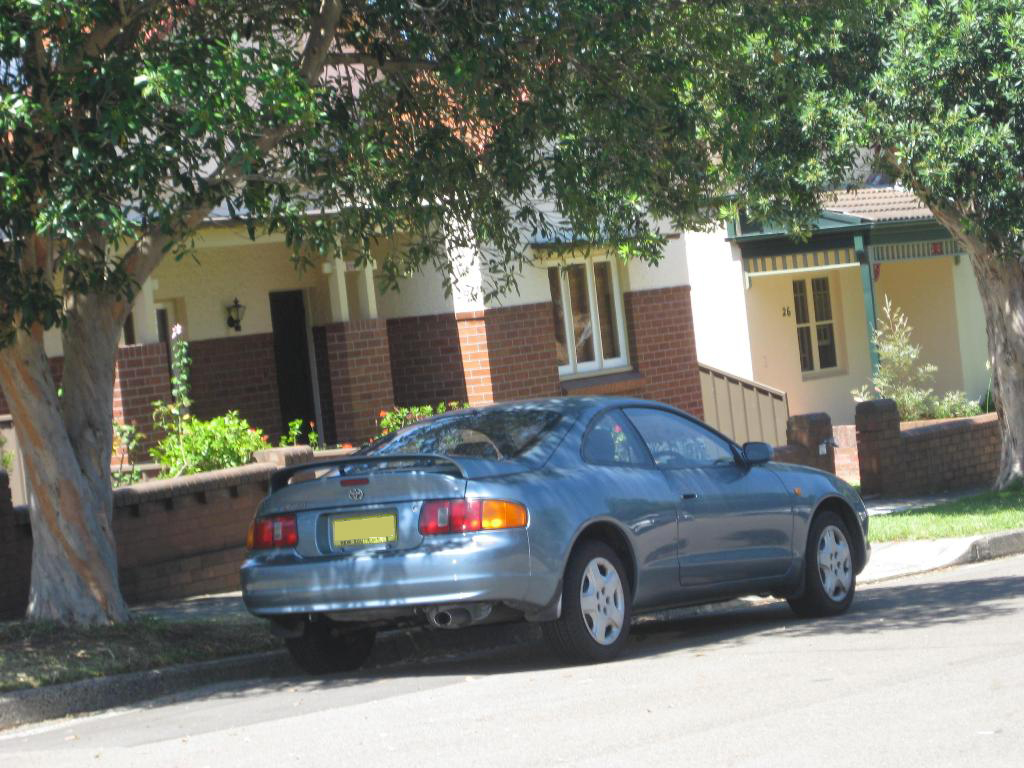
토요타 셀리카(쿠페 전기형) 정측면

1993년에 출시되었다. 모든 트림이 3 넘버 차종(전폭 1,700mm 이상)으로 분류되었고, 새로운 설계로 차체 강성이 향상되었으나, 경량화를 실현하였다. 트윈 헤드 램프가 적용되었고, 컨버터블은 6세대까지만 선보이게 된다. WRC 경기에 참여한 마지막 셀리카이다.

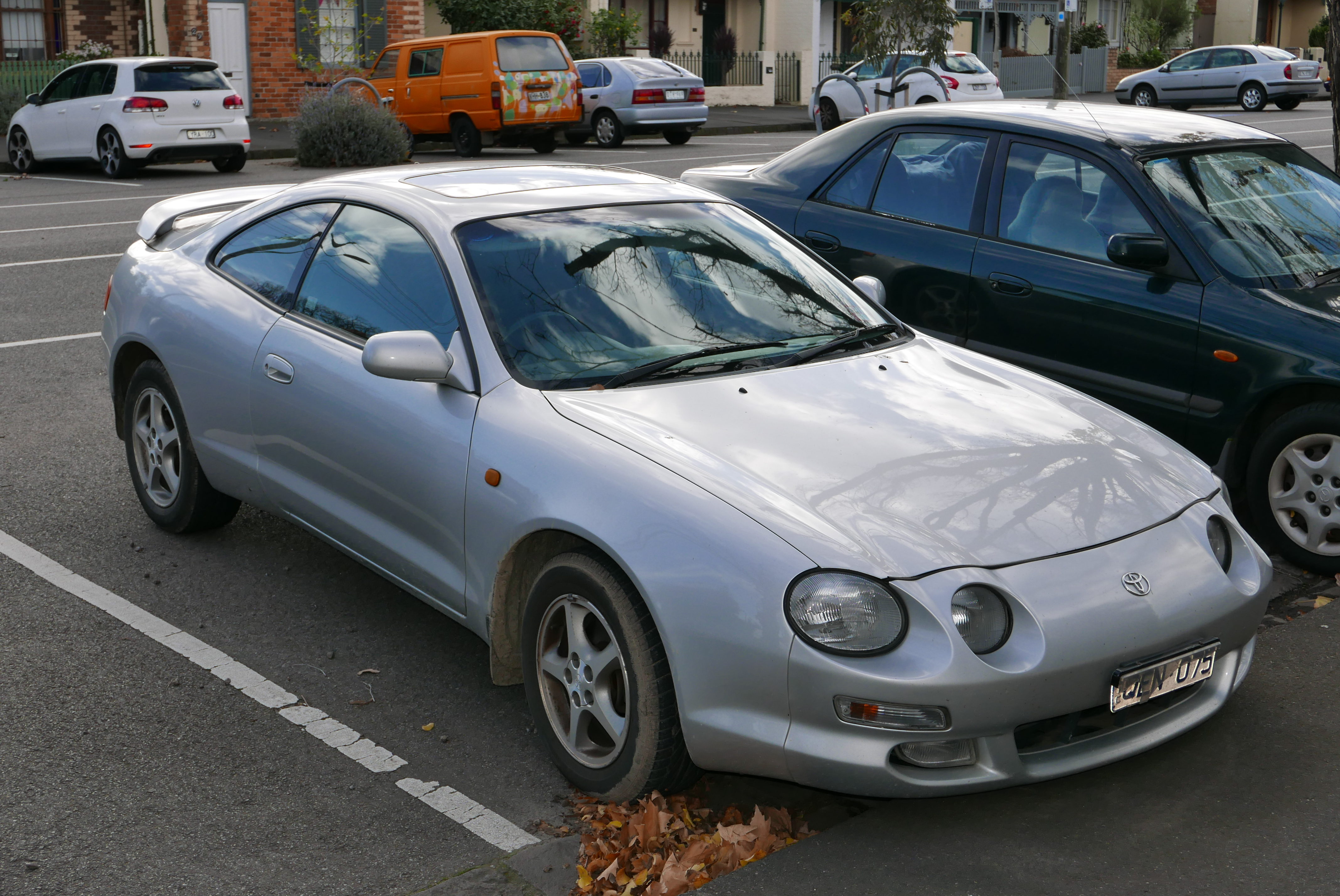
토요타 셀리카(쿠페 후기형) 정측면
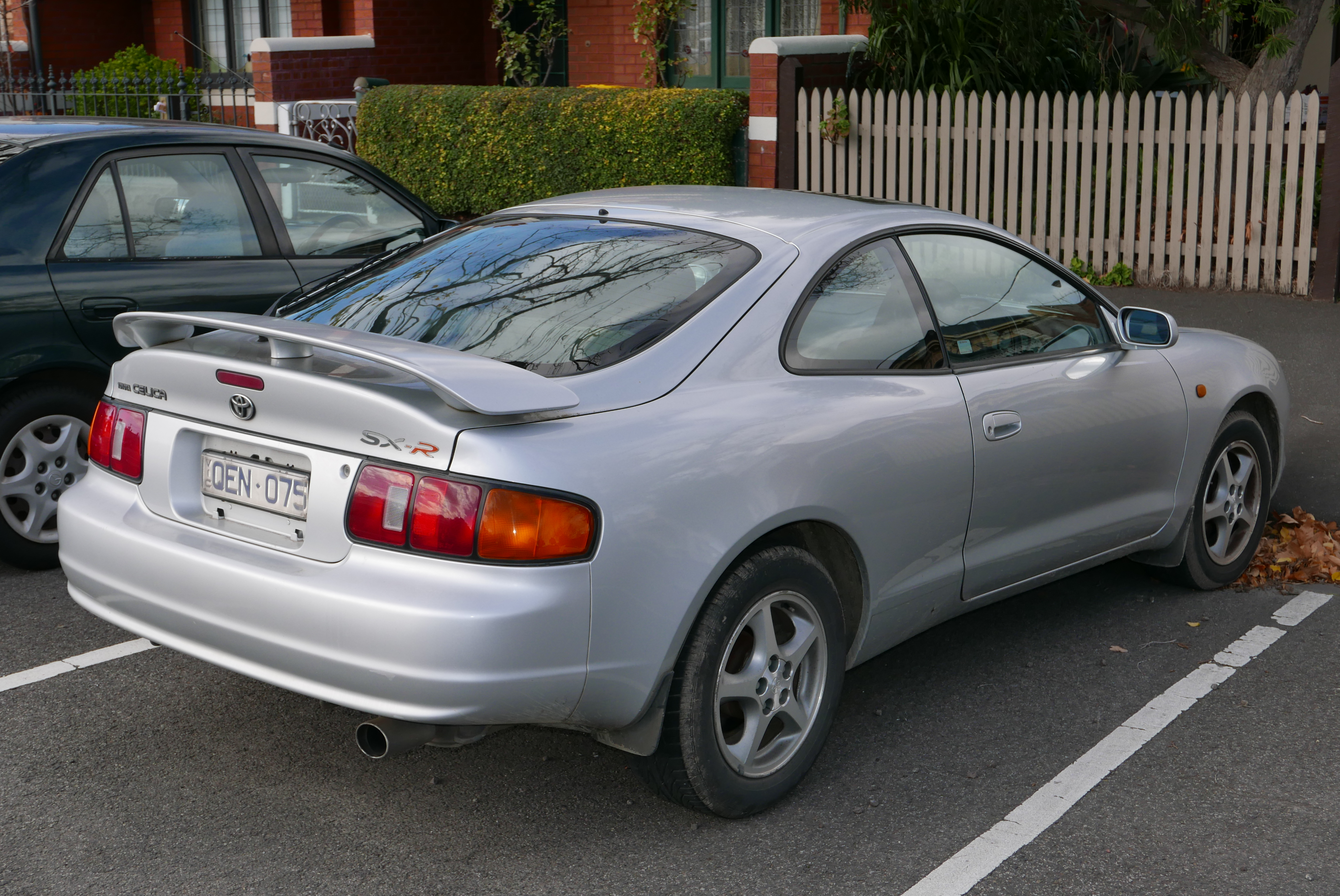
토요타 셀리카(쿠페 후기형) 후측면
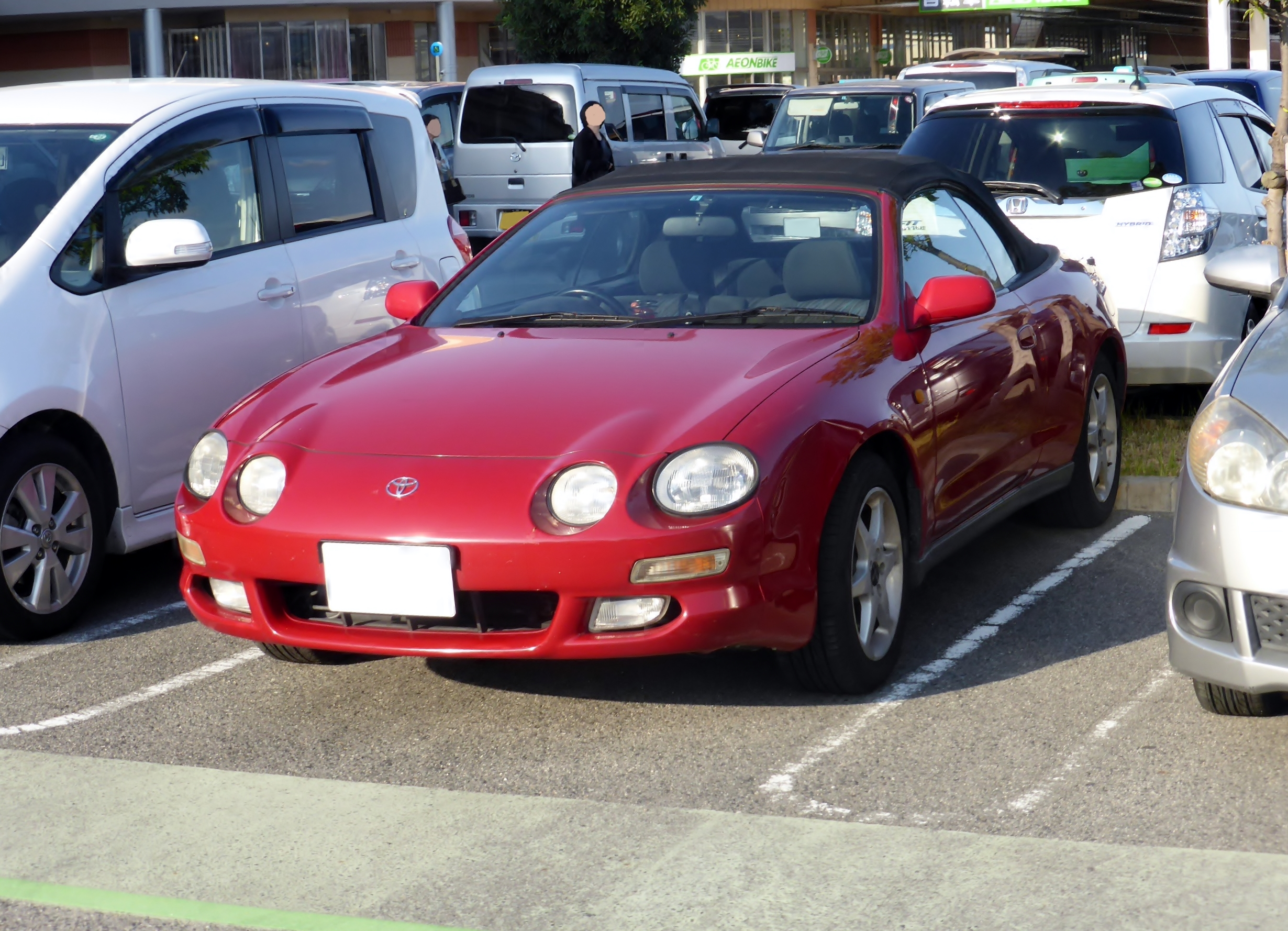
토요타 셀리카(컨버터블 후기형) 정측면
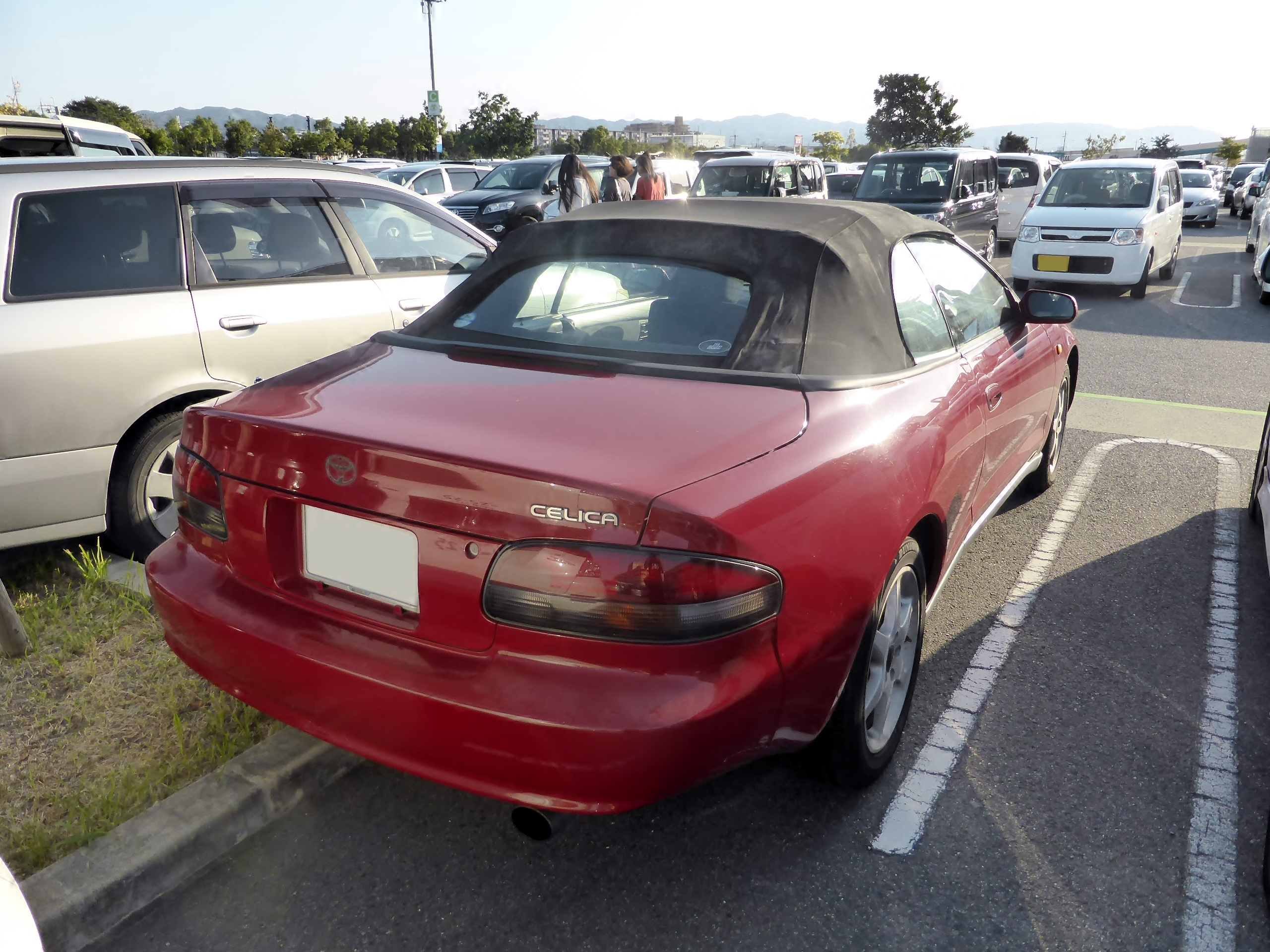
토요타 셀리카(컨버터블 후기형) 후측면

## 7세대

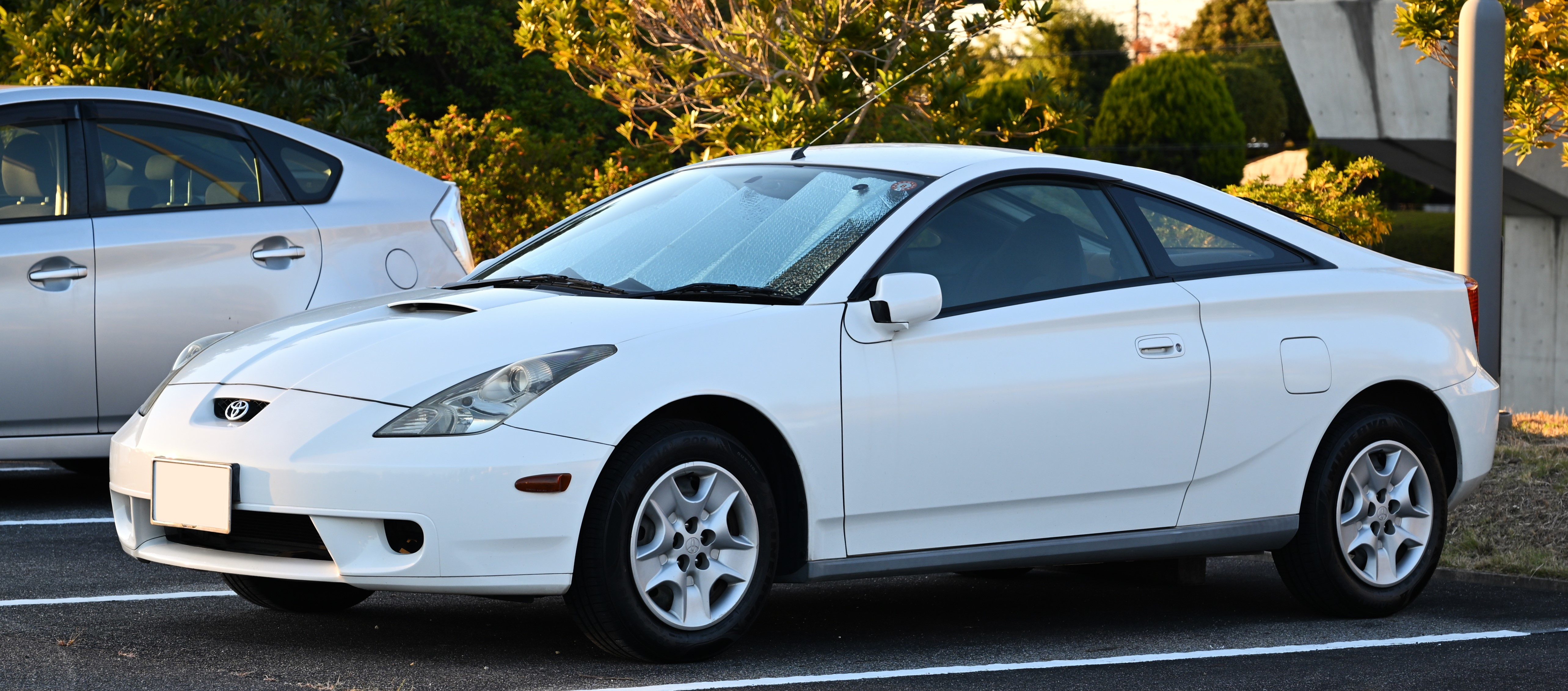
토요타 셀리카(전기형) 정측면

토요타 셀리카(전기형) 정측면

1999년 10월에 출시되었다. 축거를 늘렸고, 오버행을 줄여 고속 주행 시의 안정성과 기동성을 향상시켰다. 직렬 4기통 1,795cc 자연 흡기 엔진(2ZZ-GE)과 직렬 4기통 1,794cc 자연 흡기 엔진(1ZZ-FE)이 적용되었고, 5단 수동변속기나 6단 수동변속기, 4단 자동변속기를 조합하였다. 경량화와 더불어 다운 사이징을 거친 차체는 전륜구동 전용으로 설계되어 4륜구동이 삭제되었고, 노면 추종성 향상을 위하여 뒷쪽에는 더블 위시본 식 서스펜션이 적용되었다. 스페셜티 카 시장이 부진하여 2006년 4월에 후속 차종 없이 단종되었다.

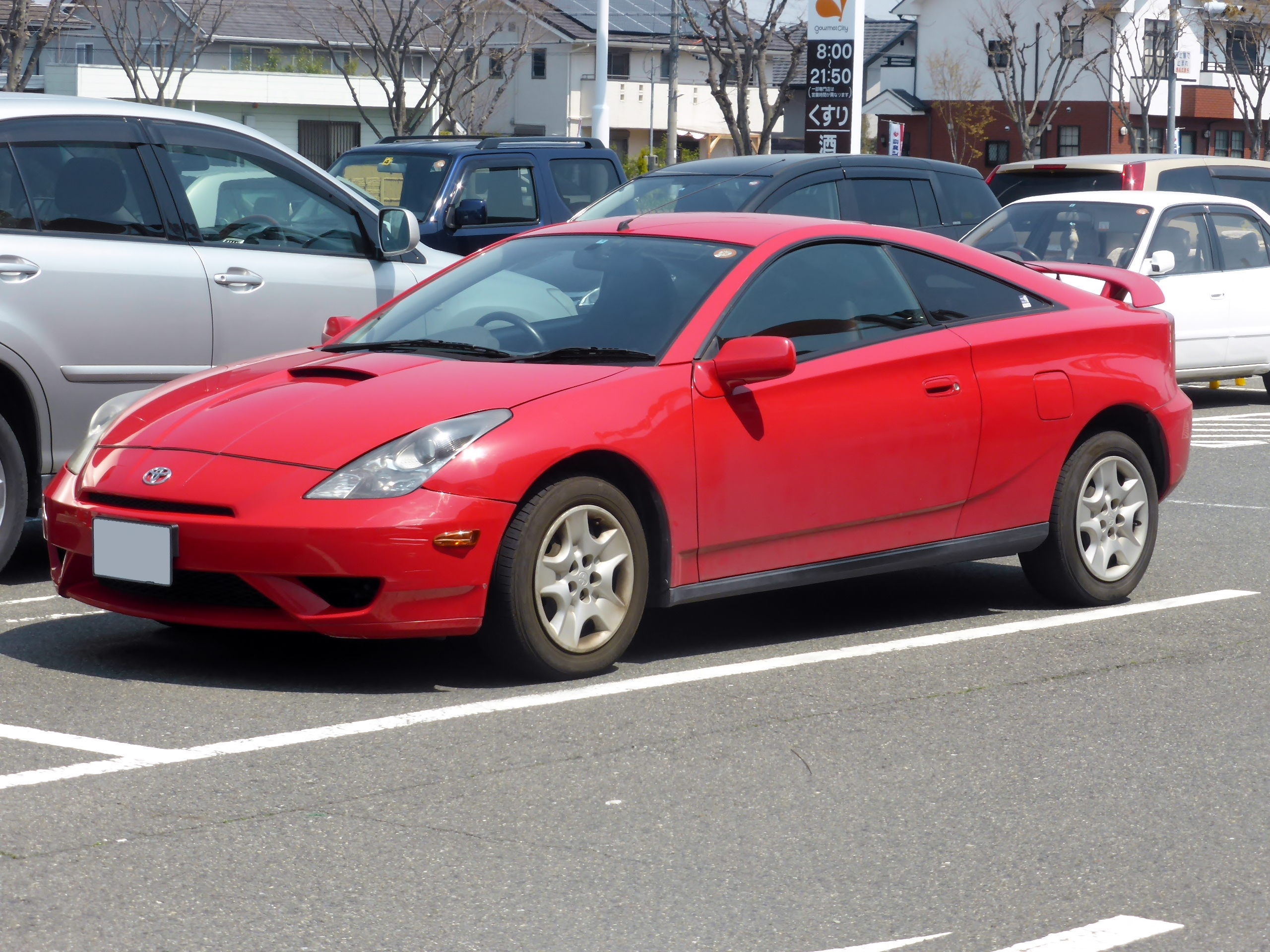
토요타 셀리카(후기형) 정측면
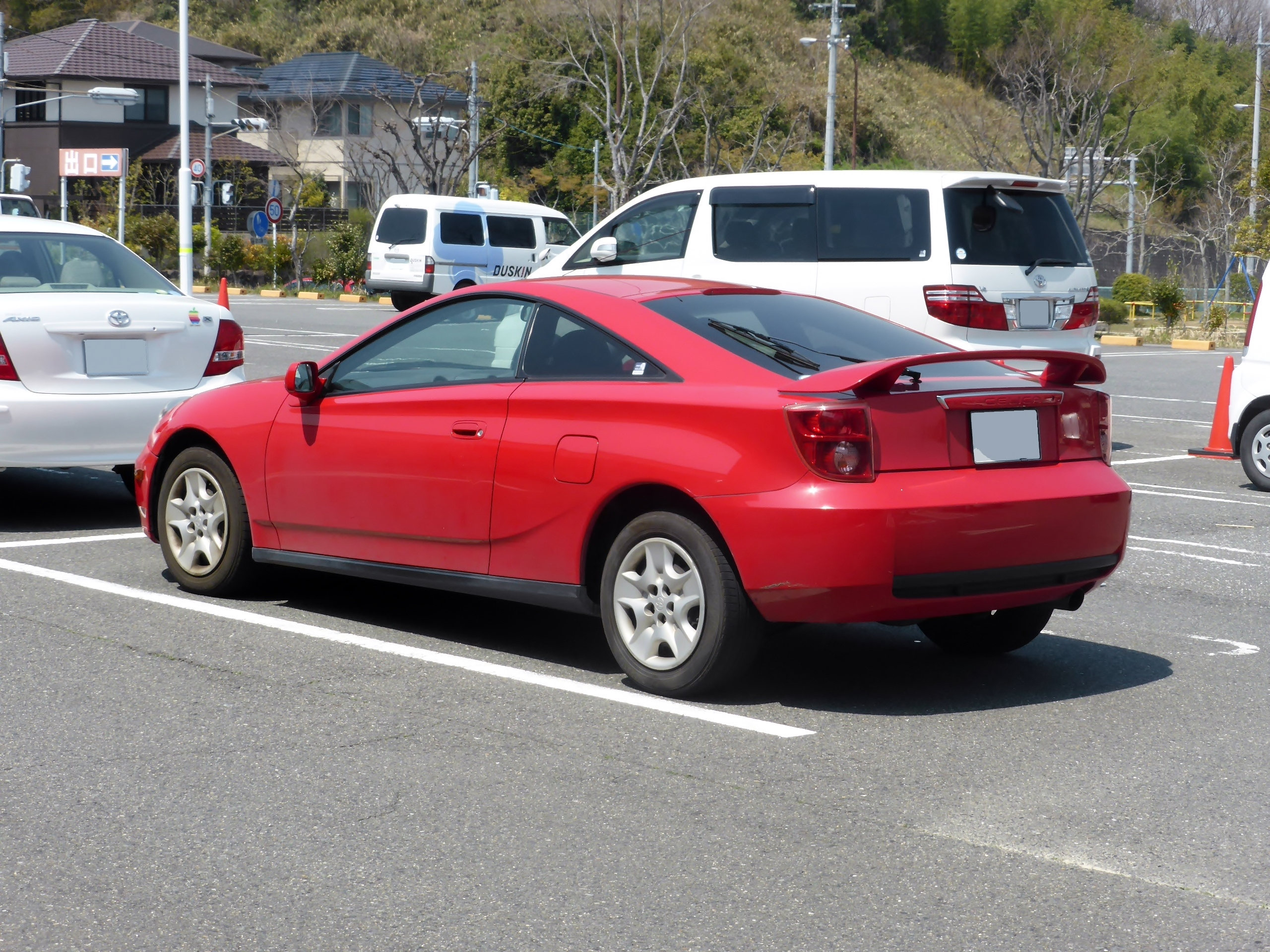
토요타 셀리카(후기형) 후측면